# Club Esportiu Europa
El Club Esportiu Europa (CEE) és un club de futbol de Barcelona vinculat a la Vila de Gràcia. Va ser fundat l'any 1907 i és conegut bàsicament pels seus primers equips de futbol, tant masculí com femení. El primer equip masculí militarà a la Primera Federació de la Lliga espanyola de futbol, tercera categoria absoluta del futbol de l'Estat. El primer equip femení juga a la Segona Federació FutFem, tercera categoria absoluta del futbol femení a l'Estat. També compta amb el filial, l'Europa B, a Tercera Federació, la cinquena divisió, el Juvenil A a Divisió d'Honor, la màxima categoria juvenil, i una àmplia estructura de futbol base amb més de 30 equips federats.

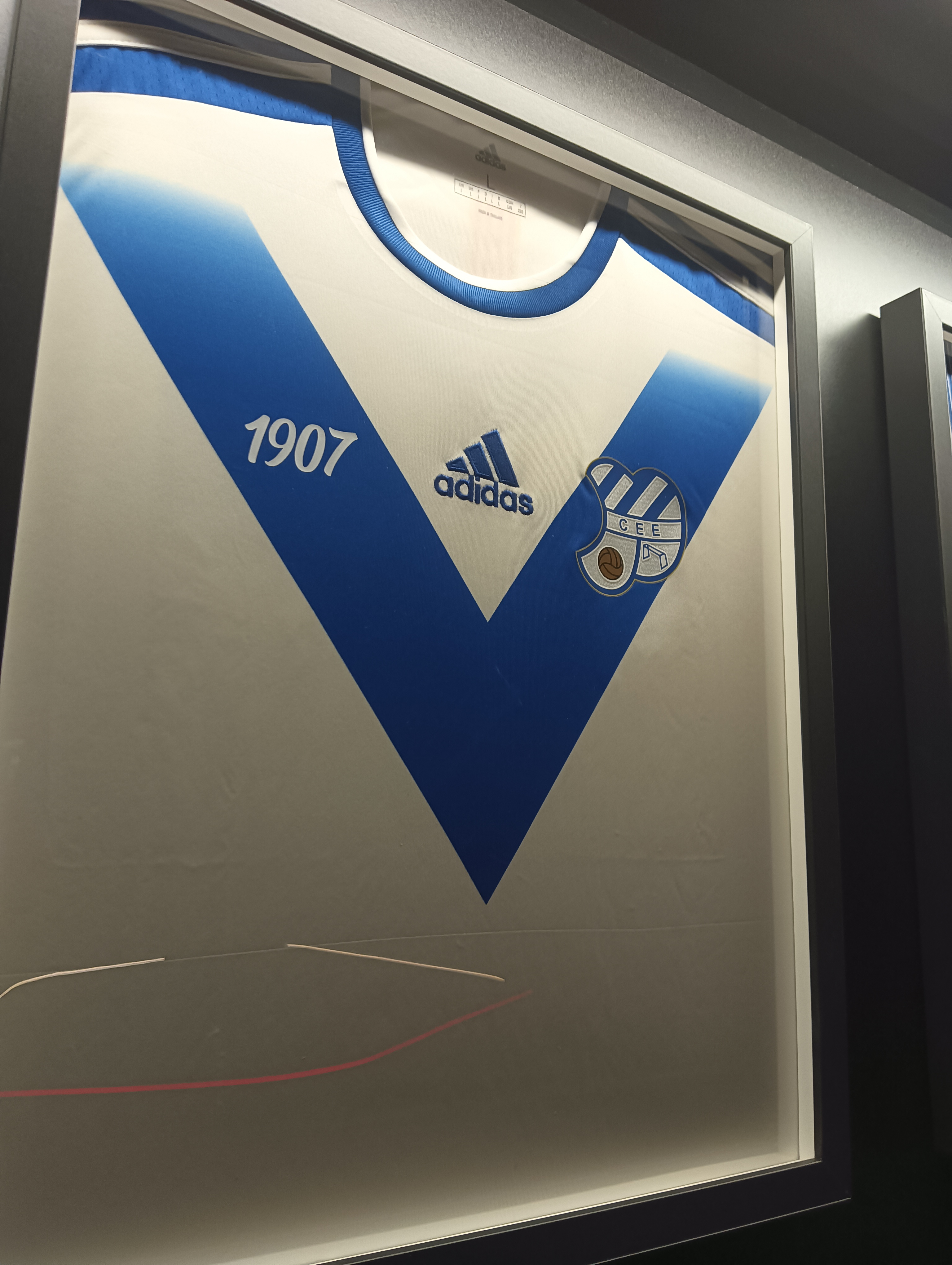
Samareta CE Europa.

L'any 2021, el CEE va ser el primer club català en declarar-se contrari al racisme, al feixisme, al masclisme, a l'homofòbia i al bullying. Va sotmetre a votació dels socis i de les sòcies la modificació parcial dels seus estatuts per tal incloure-hi aquests principis i posar en marxa diverses iniciatives i accions per fer-los tangibles.
El Club va viure la seva millor època als anys 20. La temporada 1919-1920 el club va ascendir a la màxima categoria del Campionat de Catalunya. La temporada 1922-1923, l'Europa es va proclamar campió de Catalunya, després de derrotar el FC Barcelona en un partit de desempat a Girona. Aquest Campionat de Catalunya el permet jugar la Copa del Rei on fou subcampió del torneig al caure derrotat per 1-0 en la final davant l'Athletic Club de Bilbao.
L'Europa va ser un dels deu equips fundadors de la Lliga espanyola de futbol, militant a les tres primeres temporades de la Primera divisió: 1928-29, 1929-30 i 1930-31. A més, va imposar-se en l'antic Campionat de Catalunya de 1922-23 i en va ser subcampió en sis ocasions més. Posteriorment visqué dues noves èpoques d'esplendor: als anys 60 va militar a la Segona divisió durant cinc temporades (del 1963 al 1968) i va proclamar-se campió de la Copa Catalunya en tres ocasions (Al 1997 i 1998 contra el FC Barcelona i al 2015 contra el Girona CF).
La gran reputació de l'Europa, sobretot als gloriosos anys 20, ha fet que disputés un bon nombre de partits amistosos contra diversos equips internacionals. Per exemple, els escapulats han jugat amistosos amb equips de renom com: Bayern de Múnic, Birmingham City FC, FC Porto, NAC Breda, Hamburg SV, Estudiantes de La Plata, Montpellier Herault SC, Udinese Calcio, Legia Varsòvia, Sparta Praga etc.
En l'actualitat, el rival principal de l'Europa és la UE Sant Andreu, amb qui es disputa el derbi del Pla de Barcelona. No obstant això, al llarg dels anys, l'afició de l'Europa ha considerat diversos equips com a principal rival d'aquell moment, com el FC Barcelona als anys vint, la UE Sants als anys cinquanta i seixanta i el FC Martinenc als anys vuitanta i noranta.
El CE Europa també fou l'amfitrió del primer partit de bàsquet disputat a Espanya el 8 de desembre de 1922 i va imposar-se al Laietà Basket Club per 8 a 2. El club gracienc va ser un dels millors equips de bàsquet de Catalunya durant els anys 20, guanyant el Campionat de Catalunya en dues ocasions (1924 i 1926).
Altres seccions esportives que va tenir el club escapulat van ser les d'atletisme, hoquei, rugbi i beisbol.

## Símbols

### Els colors
Des de la seva fundació i durant una dècada, el CE Europa va vestir samarreta amb franges verticals blaves i blanques, a més de pantalons blaus. El 1918 la samarreta passà a ser totalment blanca amb coll blau. Aquesta equipació va mantenir-se durant set anys. Puntualment, a la temporada 1925-26 s'adoptà una indumentària totalment blanca.
A la temporada 1926-27 l'uniforme va adoptar les seves inconfusibles senyes d'identitat: samarreta blanca amb el característic escapulari blau i pantalons blaus. Tot i desconèixer-se el motiu de la incorporació de l'escapulari en l'uniforme europeista, alguns historiadors apunten que podria tractar-se d'una influència del Birmingham City, equip que va visitar Barcelona durant els anys 20.
La temporada 2007-08, commemorativa del centenari del Club, la samarreta va adoptar un disseny que combinava l'escapulari amb el coll blau dels primers anys.
Les mitges foren negres o fosques fins al 1955 (fins aleshores tots els equips les portaven negres o fosques, fos quina fos la seva indumentària). Del 1955 fins al 1961 s'alternarien les mitges blanques amb les negres/fosques, sent des del 1961 blanques sense interrupció. Des de la temporada 2007-08 han adoptat el color blau.
| 1907-18 | 1918-25 | 1925-26 | 1926-1955 | 1955-1961 | 1961-2007 | 2007-2008 | 2008-actual |  |

- Uniforme titular: Samarreta blanca amb escapulari blau, pantalons blaus i mitges blaves
- Segon uniforme: Samarreta blava amb escapulari blanc, pantalons blaus i mitges blaves
- Tercer uniforme: Samarreta groga amb escapulari blanc, pantalons negres i mitges negres

### Escut
L'escut actual, adequadament modernitzat en les seves formes i sigles, va aparèixer per primera vegada el 1915. Substituïa un complex escut en forma d'olla, que representà el Club des de la seva fundació l'any 1907. El seu autor fou el pintor Jacint Olivé Font, que a més va ser jugador del Club els primers anys. L'escut reflecteix dos dels objectes més característics del futbol, la pilota i la porteria. A la banda superior s'han mantingut les tres franges blaves característiques de la seva primera samarreta (a franges blanques i blaves) que el Club va emprar fins al 1918.

#### Evolució de l'escut
|  |  |  |
|  |  |  |

### Himne
El CE Europa ha tingut tres himnes al llarg de la seva història, malgrat que els dos primers tingueren una vida molt curta. A la temporada 1994-95 el Club va adoptar l'himne actual, titulat Europa, sempre endavant!, obra del compositor Robert Baquero Tubau i escrit el 1995. La lletra és la següent:
| Europa, Europa, Europa sempre endavant! no tinguem por del que vindrà el futur hem de guanyar! Europa, Europa, Europa sempre endavant! que la nostra fe en la victòria a tothom faci vibrar! Portem amb orgull el blau escapulari sentim els colors ben endintre del cor | Europa, Europa, Europa sempre endavant! que la nostra fe en la victòria a tothom faci vibrar... i que la nostra gran història poc a poc puguem retrobar! Europa, Europa, Europa... endavant, endavant! |

## Instal·lacions

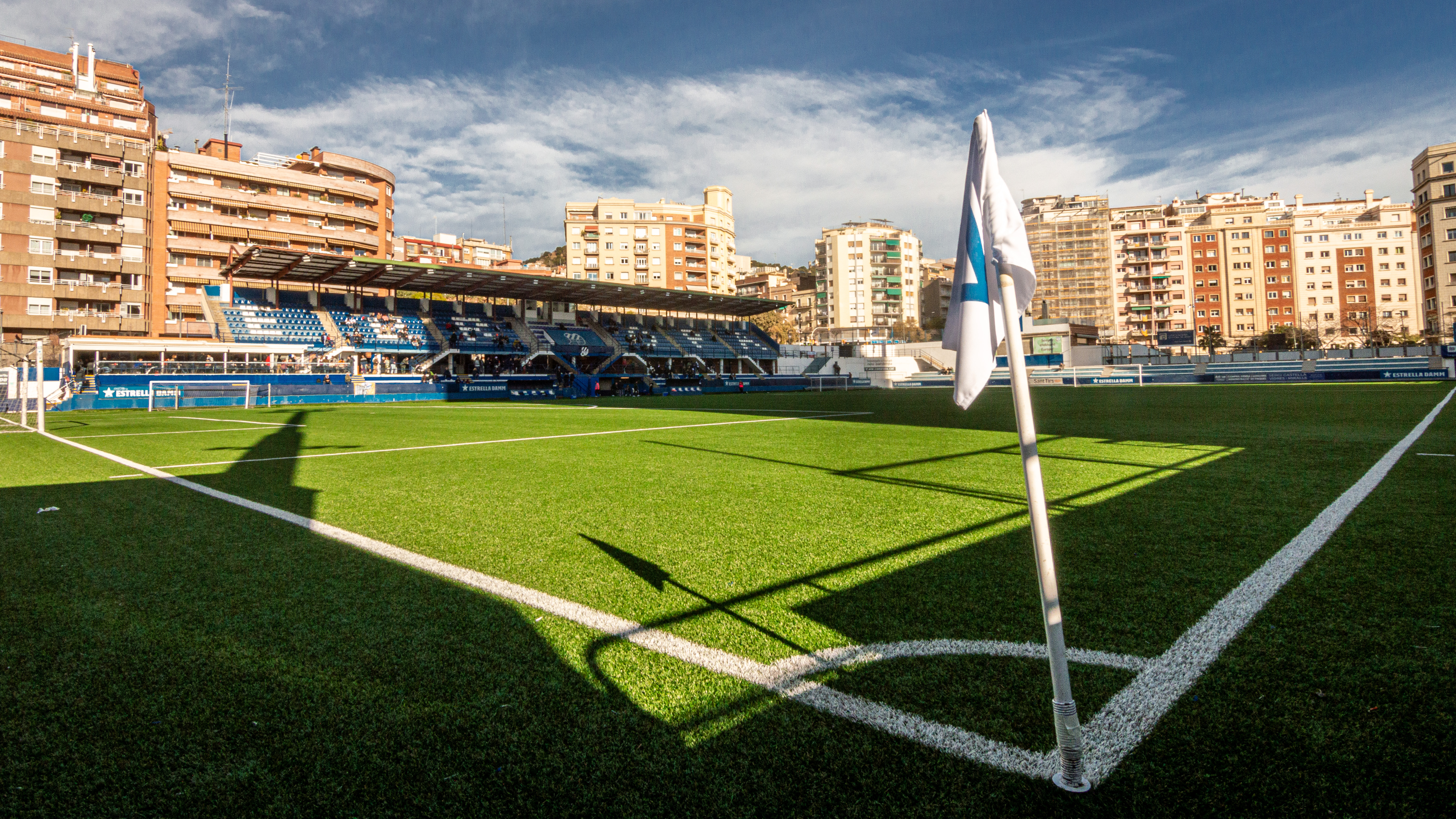
Vista actual del Nou Sardenya

### Nou Sardenya
El CE Europa juga els seus partits en el Nou Sardenya, originalment edificat l'any 1940 i totalment reconstruït el 1995 sobre l'antic. El recinte està ubicat en el barri de Gràcia, entre els carrers de Sardenya (del qual va agafar el seu nom), Camèlies i Pau Alsina. Té una capacitat per a 4.000 espectadors, gespa artificial homologada per la FIFA i unes dimensions de 100 x 63 metres.

### Camp de l'Àliga
Des de la temporada 2001-02 el CE Europa va fer-se càrrec de la gestió del Camp de l'Àliga, de titularitat municipal construït l'any 1991. Aquest fet va permetre ampliar l'escola de futbol i augmentar el nombre d'equips del futbol base, funcionant com si es tractés d'una miniciutat esportiva. Camp inicialment de terra, li fou instal·lada gespa artificial el 2004.

### Camps històrics

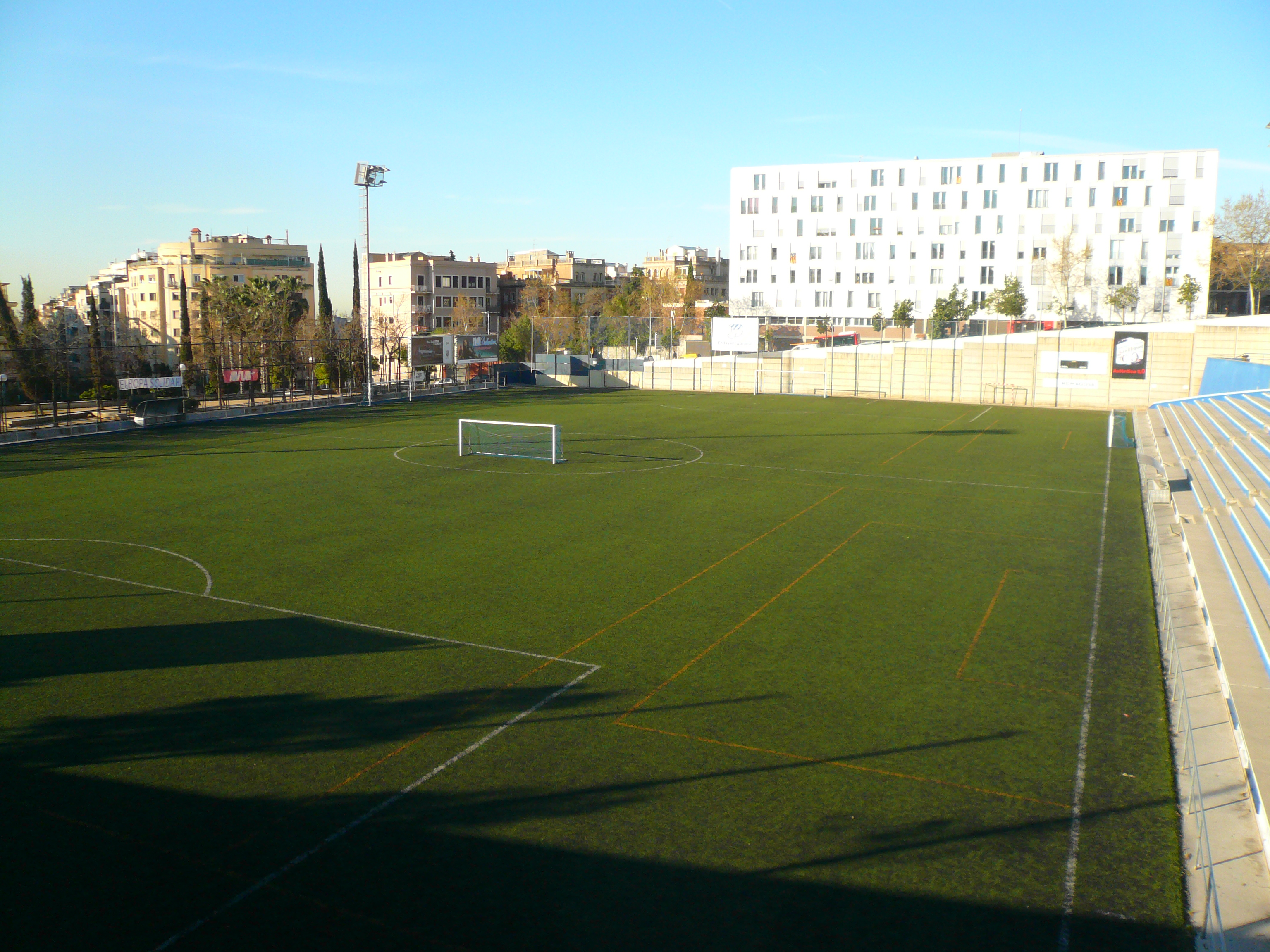
Vista actual del Camp de l'Àliga

Anteriorment, el club va regentar altres terrenys de joc en la ciutat de Barcelona. De tots ells, el més important i representatiu va ser el Camp del Guinardó.
- Entre 1907 i 1909 el primer terreny de joc del Club estigué ubicat entre els carrers Indústria, Pare Claret, Trinxant i Guinardó, al barri del Camp de l'Arpa del Clot. Va ser el terreny de joc del Club abans de federar-se l'any 1909.
- El 1909 el Club arrendà uns terrenys ubicats a l'illa entre els carrers Mallorca, Sicília, Provença i Nàpols, al costat del Temple de la Sagrada Família. El Club va haver de deixar el primer camp perquè no complia amb els requisits mínims per poder jugar a la Segona Categoria. Tres anys després, l'expansió de l'Eixample va forçar al Club i als altres clubs que hi jugaven a deixar el camp.
- El 1912 va traslladar al camp a l'illa entre els carrers Lepant, Còrsega, Padilla i Rosselló, a l'altre costat del Temple de la Sagrada Família. Com havia passat amb l'anterior camp, l'any 1917 la construcció de l'Avinguda de Gaudí va significar el derrocament del segon camp de la Sagrada Família.
- El 1917 el Club va entrar al seu quart camp: el Camp del Carrer de la Marina, a l'illa entre aquest carrer i Rosselló, Còrsega i Sardenya. La mudança va ser impulsat per en Joan Matas Ramis, l'expresident del Club, amb l'ambició de convertir-ho en un Club important i poderós traslladant el Club a un camp més potent. Aquest camp va ser l'últim del Club que es trobava al Poblet.
- El 1920 va ubicar-se a un camp situat a l'illa entre els carrers Indústria, Sardenya, Sant Antoni Maria Claret i Sicília, i disposava d'una tribuna amb capacitat per a 3.000 persones. Va ser el camp a on es va jugar el partit de bàsquet Europa - Laietà l'any 1922 i a on el Club va guanyar el Campionat de Catalunya un any després.
- El 1923 el Club es traslladà a l'històric Camp del Guinardó, també conegut com a Camp dels Cuartells per la seva ubicació al costat del cuartell de Lepant de la Guardia Civil. Estava situat aproximadament entre els carrers de l'Encarnació, Lepant, Taxdirt (abans Sant Lluís) i Alcalde de Móstoles (abans Marina).
- El 1932, amb la desaparició del primer equip i en plena crisi, el Club es va traslladar al Camp dels Quinze, en el Passeig del Mariscal Jofre (actualment Avinguda dels Quinze), un terreny molt més modest i lluny dels camps on havia jugat i on jugaria el Club.
- El 1935 es trasllada a uns terrenys entre els carrers Providència i Sardenya, al costat de l'actual Nou Sardenya. En acabar la Guerra Civil espanyola aquest camp va quedar totalment inutilitzat per a la pràctica esportiva en convertir-se en un desballestament militar.
- Entre 1939 i 1940 el CE Europa es trobava sense camp, atès que el Club necessitava temps per la construcció d'un nou camp a un lloc on hi havia un bosc, concretament entre els carrers Camèlies, Pau Alsina i Sardenya. Va haver de jugar en camps d'altres equips de la ciutat, com el Futbol Club Martinenc (que jugava a l'estadi on el CE Europa havia jugat entre 1907 i 1909) i la Unió Esportiva Sants, fins que va inaugurar-se l'estadi del carrer Sardenya, l'1 de desembre de 1940. El 4 de maig de 1995, i després d'una llarga reforma de l'estadi, es va inaugurar el Nou Sardenya, situat al mateix lloc que l'antic estadi del Sardenya.

## Història

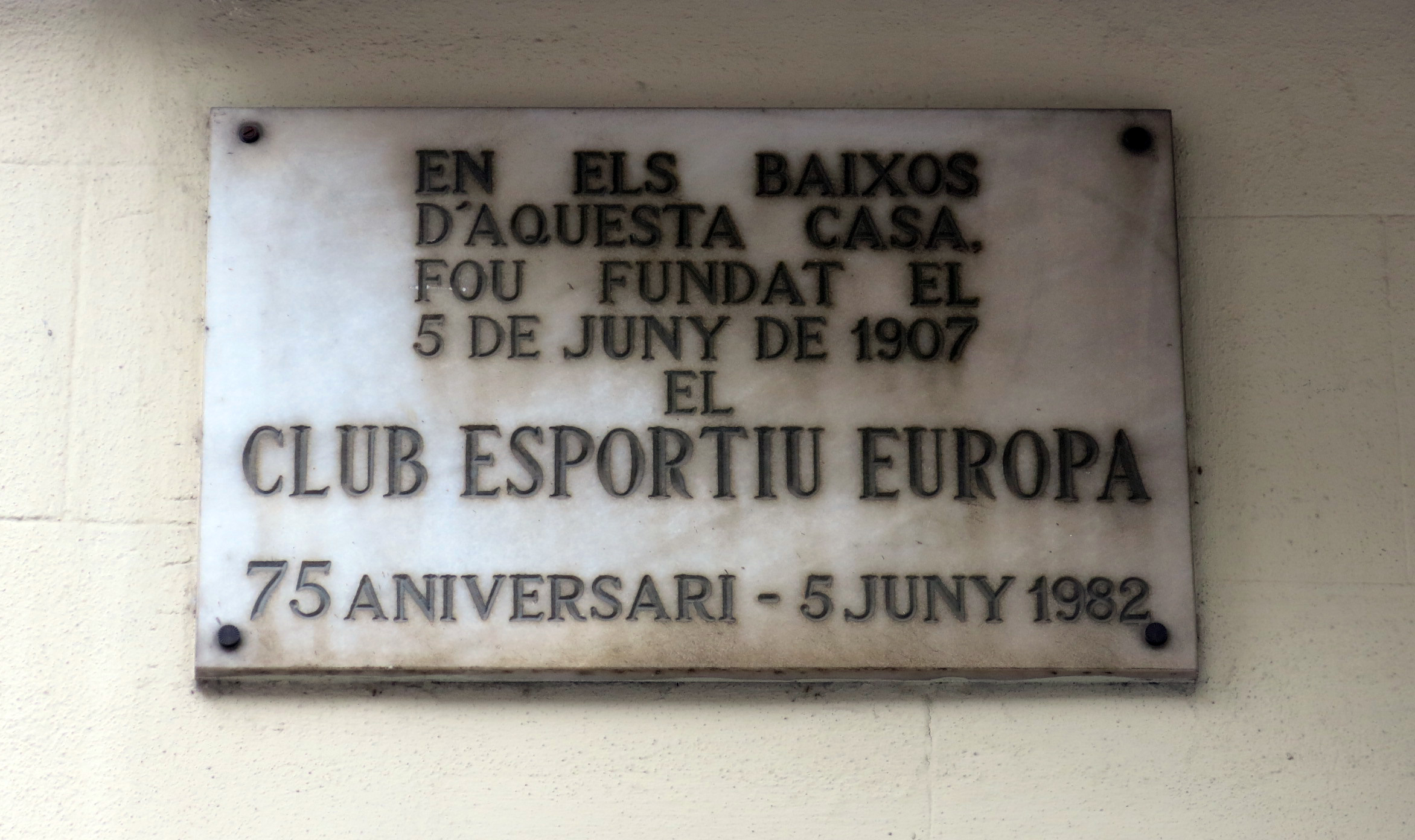
Placa commemorativa de la fundació del CE Europa, al carrer Sicília, 290

El Club Esportiu Europa va ser fundat el 5 de juny del 1907 a conseqüència de la fusió de dos clubs modestos de la ciutat, el Provençal i el Madrid. Davant la impossibilitat de satisfer els drets d'ingrés a la Federació Catalana de Futbol, decidiren satisfer el deute d'un club modest anomenat Europa, adoptant-ne el nom i la plaça. L'acte de fundació es va portar a terme en el ja desaparegut bar-bodega La Roca, en el carrer Sicília n. 290 de Barcelona.

### Dècada de 1910. Primeres passes

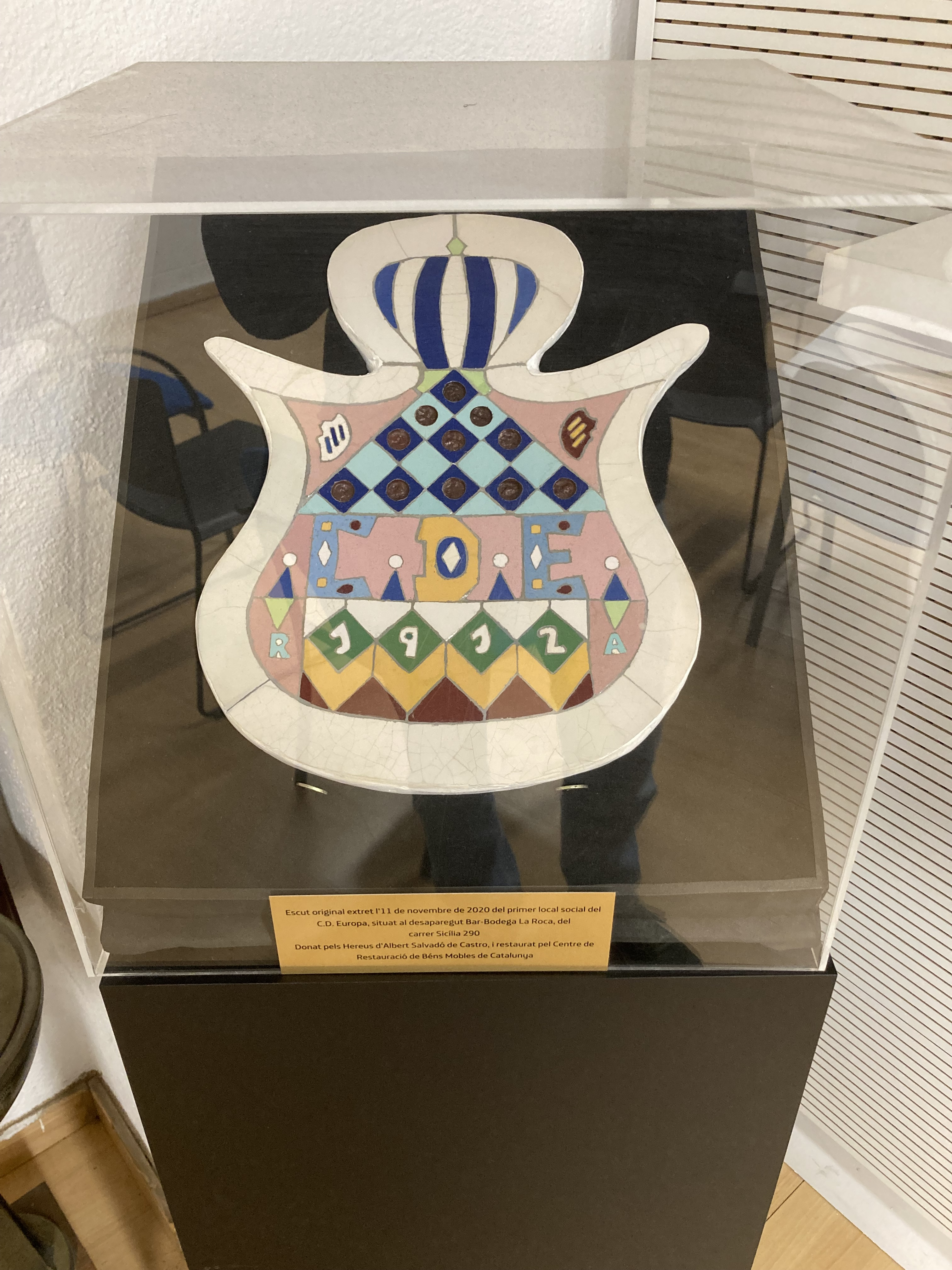
L'antic escut del CE Europa, emprat probablement entre el 1912 i el 1915, a la sala de premsa del club.

La seva presència en competicions oficials va iniciar-se en la temporada 1909-10, participant en la segona categoria del Campionat de Catalunya, aleshores la divisió més baixa de la competició. Malgrat les poques dades que ens han arribat, sabem que l'equip aviat va situar-se entre els conjunts més destacats de la categoria i que disputà l'eliminatòria final d'ascens a primera categoria les temporades 1913-14, 1914-15 i 1915-16, sense aconseguir-ho.
A la temporada 1917-18 el CE Europa competeix a la tercera categoria a causa de la divisió de la primera categoria en dues lligues diferents. Poc va durar aquesta situació, ja que va aconseguir l'ascens a la nova segona categoria (llavors anomenada Primera B) aquella mateixa temporada. En la següent, la temporada 1918-19, va aconseguir un altre ascens que el col·locava a la màxima divisió del futbol català.

### Dècada de 1920. Època daurada del Club
Durant aquesta dècada el club va viure els anys més esplendorosos de la seva història. Va convertir-se de facto en el segon club de Catalunya, només per darrere del FC Barcelona i per sobre del RCD Espanyol. Prova d'això fou la regularitat demostrada amb sis subcampionats del Campionat de Catalunya (1920-21, 1921-22, 1923-24, 1926-27, 1927-28 i 1928-29) i un campionat en la temporada 1922-23. En aquell moment era el segon club de Catalunya amb més socis, uns 6.000, per darrere només del FC Barcelona i era una entitat netament poliesportiva amb seccions d'atletisme, rugbi, bàsquet i hoquei.
El Campionat de Catalunya 1922-23 li va permetre participar en la Copa del Rei, llavors reservada als campions dels campionats territorials, i que aleshores era el principal títol del futbol espanyol fins a la creació de la Lliga, l'any 1929. Amb l'anglès Conyers "Ralph" Kirby a la banqueta, l'equip europeista va eliminar el Sevilla FC en quarts de final (4–0 i 1–2) i l'Sporting de Gijón en semifinals (3–2 i 1–2) i es va classificar per jugar la final contra l'Athletic Club de Bilbao, que a més es disputaria a Barcelona, al Camp de Les Corts, el 13 de maig de 1923. L'Europa va caure per 1–0 en un partit en el qual, segons les cròniques, els europeistes estavellaren deu pilotes als pals i sucumbiren amb un solitari gol que els bilbaïns marcaren en un contracop.

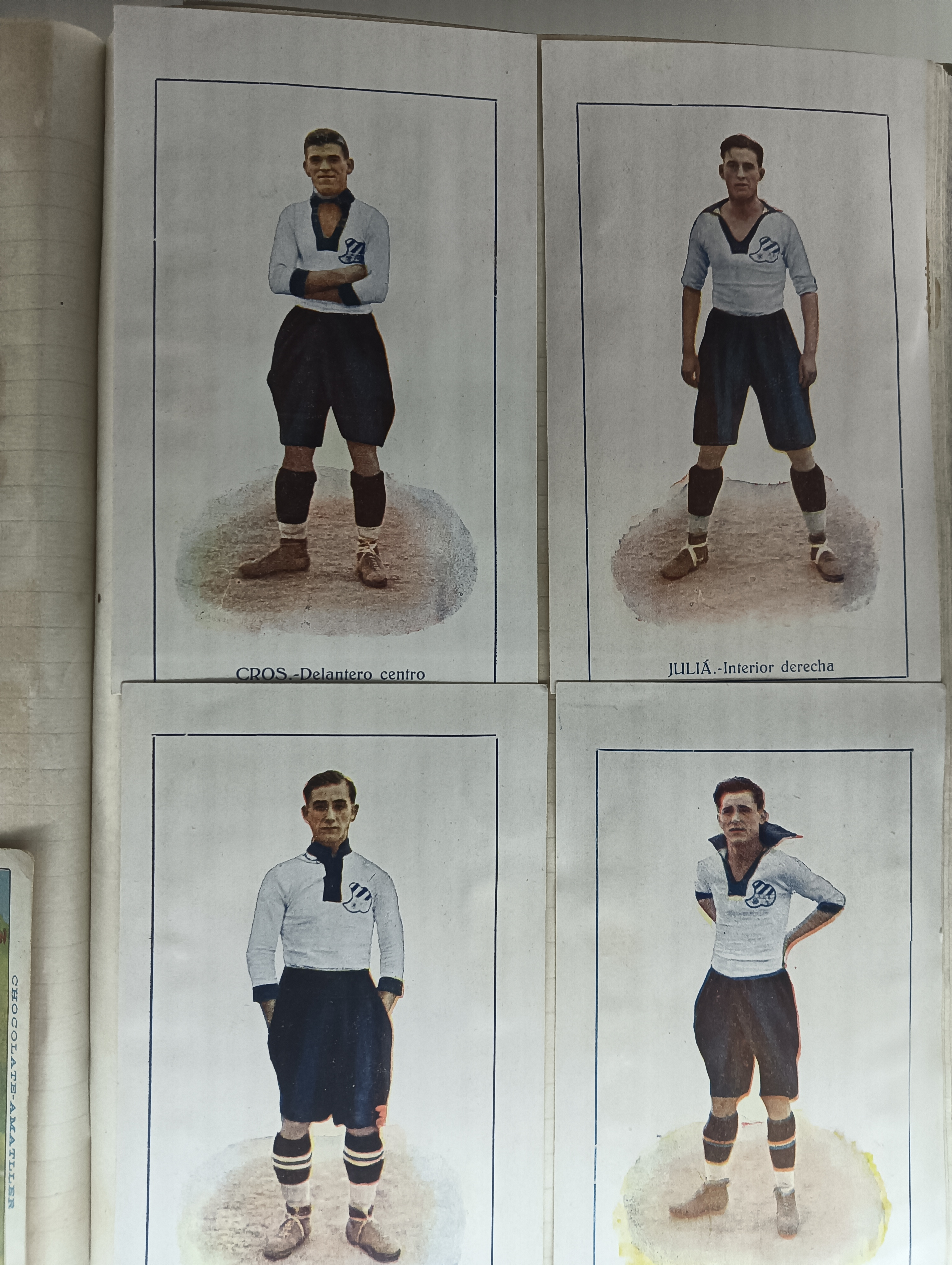
Jugadors del CE Europa dels anys vint, Manuel Cros i Grau, Josep Julià i Ribas, Antoni Alcázar i Alonso i Joan Olivella.

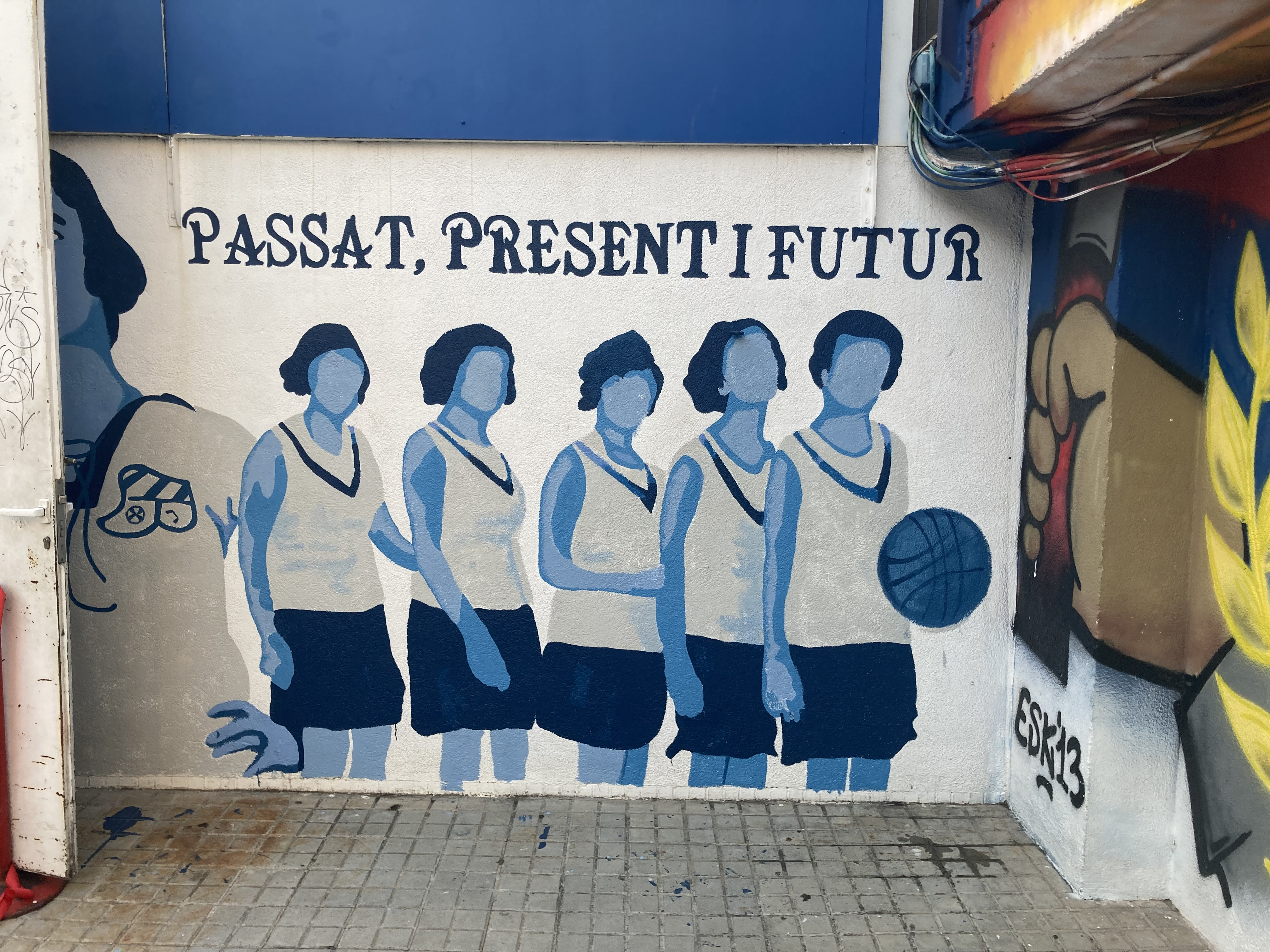
Un homenatge en la forma d'un mural a les dones que jugaven a bàsquet al CE Europa, inspirat en una fotografia del 1929, al Nou Sardenya.

Malgrat la derrota, el subcampionat de Copa del Rei de futbol permetria que el CE Europa fos escollit com un dels deu integrants de la primera temporada de la Primera divisió de la lliga espanyola de futbol, ja que per a la seva confecció foren escollits els campions i subcampions de la Copa del Rei fins aquella data. El primer partit del club a la Primera divisió es va disputar a Madrid el 10 de febrer del 1929 contra el Reial Madrid i va caure per 5–0. Una setmana després aconseguiria a Barcelona la seva primera victòria per 5–2 davant l'Arenas Club de Getxo.
El CE Europa va romandre tres temporades consecutives a la Primera divisió (1928-29, 1929-30 i 1930-31), fins a perdre la categoria en acabar la temporada 1930-31. A la seva primera temporada destaquen un 4–1 contra l'Atlètic de Madrid i un 5–2 contra el Reial Madrid, ambdós com a local. A la temporada 1929-30 destaquen un 1–2 aconseguit contra el RCD Espanyol al seu camp de Sarrià i un 2–0 a casa contra l'Atlètic de Madrid. Finalment, a la temporada 1930-31 destaquen els dos partits jugats contra el FC Barcelona: un empat 2–2 com a local i una victòria per 0–2 a Les Corts.

### Dècada de 1930. Crisi econòmica i esportiva
A principis dels anys 30 el CE Europa començava a patir amb força la crisi generada per les despeses causades per la participació en la Lliga espanyola i l'auge del professionalisme, que tanmateix afectava molts altres clubs. Per sobreviure, a principis de la temporada 1931-32 el club va arribar a un acord de fusió amb el Gràcia FC, un altre club històric que, amb el nom de Futbol Club Espanya, també havia estat subcampió de la Copa del Rei l'any 1914. El nou equip va rebre el nom de Catalunya FC, però va tenir curta vida: fou cuer al Campionat de Catalunya i va ser dissolt abans d'acabar la temporada a la Segona divisió quan l'equip ja estava condemnat al descens. A més, el club es va veure forçat a desprendre's del seu estadi: el Camp del Guinardó i de gran part dels seus jugadors, als quals devien diverses mensualitats.
Aquella mateixa temporada 1931-32 el CE Europa havia mantingut un equip amateur competint a la tercera categoria del Campionat de Catalunya conservant el nom i distintius de l'entitat escapulada, i així va continuar el seu recorregut des de la categoria amateur. A poc a poc, el club va anar recuperant terreny: a la temporada 1933-34 va aconseguir pujar a segona categoria del Campionat de Catalunya de futbol, i a la temporada 1935-36 va quedar-se a un pas d'optar a l'ascens a primera categoria.
Amb l'esclat de la Guerra Civil espanyola les competicions futbolístiques del Principat de Catalunya continuaren, tot i les dificultats. Durant aquest període l'equip va aconseguir ascendir a la primera categoria a la temporada 1936-37, i vers el final de la guerra el seu estadi va ser utilitzat com a desballestament militar. Acabada la guerra, les noves autoritats van anul·lar els resultats de les competicions jugades a l'Espanya republicana durant la Guerra Civil, amb la qual cosa el CE Europa va ser reubicat a la segona categoria que tenia la temporada 1935-36.
A la temporada 1939-40 del Campionat de Catalunya l'equip va acabar segon; però no va tenir opcions d'ascendir a primera perquè els campionats regionals van desaparèixer aquell any en favor de la Lliga espanyola i les divisions regionals que els substituirien. A més, el club va jugar en camps d'altres clubs veïns com el FC Martinenc, UE Sant Andreu o la UE Sants, ja que el seu camp havia quedat definitivament inutilitzat per a la pràctica esportiva.

### Dècada de 1940. Periple per categories regionals

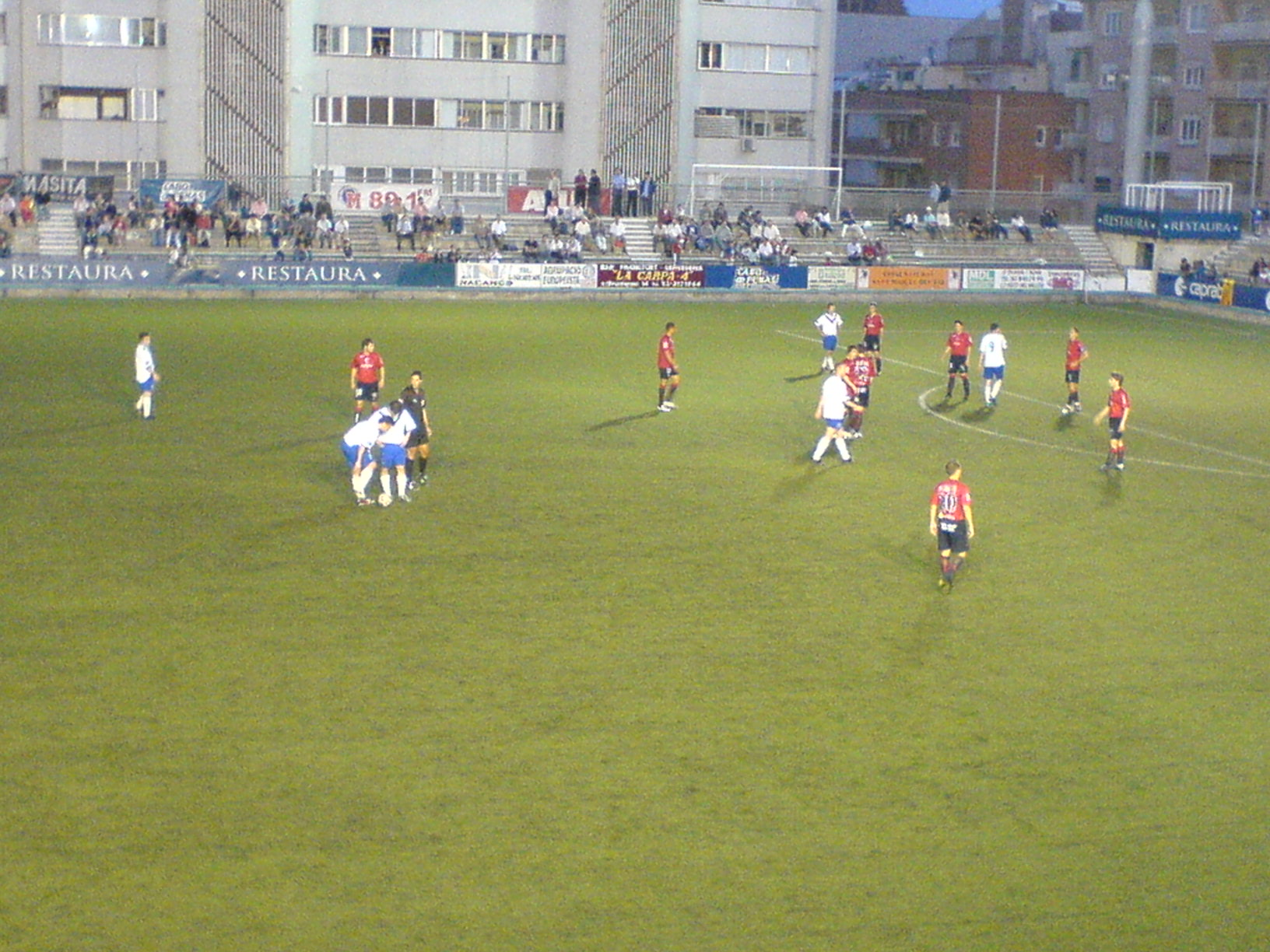
Partit del centenari entre el CE Europa i el CA Osasuna, el 5 de juny de 2007 al Nou Sardenya

Després de la desaparició del Campionat de Catalunya de futbol, per a la temporada 1940-41 el CE Europa va ser ubicat a la Primera A, immediatament inferior a la Tercera divisió espanyola de futbol. Els resultats esportius no foren bons, ja que l'equip perdé la categoria aquell mateix any. En canvi, socialment el Club va viure una alegria: la inauguració del seu nou camp del carrer Sardenya l'1 de desembre de 1940.
Després de dues temporades a Primera B el Club va tornar a Primera A, mantenint-se entre les temporades 1943-44 i 1950-51 amb resultats de mitja taula.

### Dècada de 1950. Retorn a la Tercera divisió

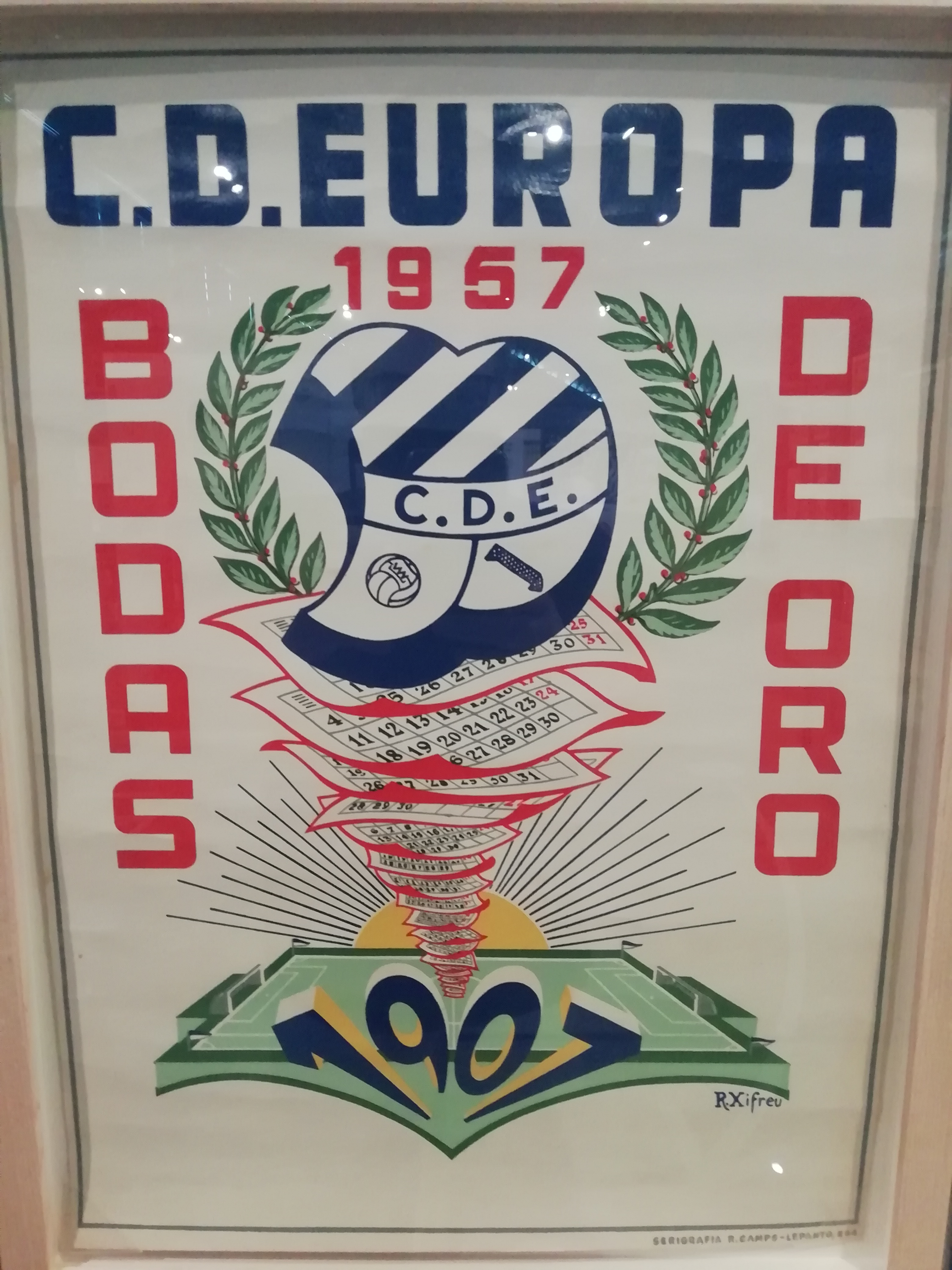
Pòster 50 aniversari CE Europa.

A la temporada 1950-51 el CE Europa va fer un campionat perfecte, quedant campió i ascendint per primer cop a Tercera divisió. Entre les temporades 1951-52 i 1960-61 l'equip mantingué la categoria sense problemes i rondant gairebé sempre la zona mitjana-alta de la classificació, però sense opcions clares d'optar a l'ascens a Segona divisió.

### Dècada de 1960. Ascens a la Segona divisió
A principis dels anys 60 el CE Europa va assolir els dos campionats de Tercera divisió que posseeix a les temporades 1961-62 i 1962-63, la qual cosa li va donar dret a jugar les eliminatòries d'ascens a Segona divisió. A la temporada 1961-62 va caure davant l'UP Langreo i va quedar eliminat. En canvi, a la temporada 1962-63 es va imposar a la UE Maó (4–0 i 2–2) i després al Caudal Deportivo (1–1 i 6–2), convertint-se així en nou equip de la Segona divisió.
A aquesta categoria es va mantenir durant cinc temporades consecutives, de la 1963-64 a la 1967-68. Durant aquests anys, considerats la segona època daurada del Club, destaca especialment la temporada 1963-64: a la lliga va assolir el tercer lloc, a les portes de la promoció a Primera divisió. També destaca la temporada 1966-67 pel seu paper a la Copa del Rei (llavors Copa del Generalíssim), en la qual va arribar fins als vuitens de final després d'eliminar el vigent campió, el potent Reial Saragossa de los Cinco Magníficos. Aquella mateixa temporada l'equip aconseguia un meritori sisè lloc a la lliga.
Una reestructuració federativa després de la temporada 1967-68, que reduïa la Segona divisió de dos grups a només un, va arrossegar al conjunt europeista novament a la Tercera divisió.

### Dècada de 1970 i 1980. Temps difícils
Després del descens a la Tercera divisió, el CE Europa va fer algunes temporades fregant els primers llocs de la classificació. Però a partir de la temporada 1971-72 els seus resultats empitjoraren sensiblement, fins que va patir al descens a la Regional Preferent la temporada 1973-74. Varen ser moments molt durs per al Club, que no va aconseguir recuperar la Tercera divisió fins tres temporades després, a la 1976-77.
Després de l'ascens el club continuava ocupant temporada rere temporada la zona mitjana-baixa de la classificació i el risc d'un nou descens a la Regional Preferent es va consumar novament al final de la temporada 1985-86. De nou l'equip va trigar tres temporades més a recuperar la Tercera divisió, i fins i tot la temporada 1986-87 estigué més a prop d'un altre descens. Però després de moltes dificultats el club va recuperar la Tercera divisió en acabar la temporada 1988-89.
En el decurs de la temporada 1985-86 el Club va catalanitzar el seu nom oficial de Club Deportivo Europa a Club Esportiu Europa, tot i que fins a 1939 el Club sovint apareixia nomenat en català com Club Deportiu Europa.

### Dècada de 1990. Edat de plata del Club
Una vegada recuperada la Tercera divisió, la temporada 1989-90 fou força prometedora amb un CE Europa que va optar a l'ascens directe a Segona divisió B en aferrissada lluita amb la UE Sant Andreu, tot i que finalment va cedir fins al cinquè lloc. Inicialment fou un miratge, ja que a les temporades següents l'equip tornaria a transitar per les posicions baixes de la classificació, molt a prop dels llocs de descens.
A més, entre 1992 i 1995 el Club es veié forçat a jugar els seus partits fora del seu camp. L'Ajuntament de Barcelona, titular dels terrenys on s'ubicava l'estadi, va decidir renovar totalment les instal·lacions i fou enderrocat del tot. Les obres comprenien la construcció d'un aparcament subterrani sota el terreny de joc, grades i tribuna noves, un poliesportiu annex pel costat del carrer Sardenya, a més de dotar al camp de tots els serveis d'un estadi modern, com ara la instal·lació de gespa artificial. Mentrestant, el CE Europa va jugar els seus partits en qualitat d'equip local en el camp del FC Martinenc primer i (ja a Segona B) de la UA Horta després, ambdós de terra.
Malgrat les dificultats, la perspectiva del nou camp va canviar la dinàmica de l'equip. La temporada 1993-94 el CE Europa es va classificar en quart lloc i va guanyar-se el dret a jugar la lligueta d'ascens a Segona divisió B. En dura lluita contra el CD Roldán de Múrcia, el CE Montuïri de Mallorca i especialment el Pinós CF del País Valencià, l'equip va aconseguir l'ascens a Segona divisió B.
La temporada 1994-95 a la categoria de bronze va ser, esportivament, un suplici. El Club no podia disposar del seu estadi, encara en obres, ni podia competir amb pressupostos molt més alts que el seu. Aviat es va veure que el retorn a Tercera divisió era un fet inevitable, com així va ser.
Però no tot foren males notícies aquella temporada: l'estadi de Sardenya, rebatejat com a Nou Sardenya, va ser inaugurat solemnement el 4 de maig de 1995. Ja era tard per ajudar l'equip a mantenir-se a la Segona divisió B (de fet, l'equip no hi jugaria fins a la temporada següent); però va suposar un revulsiu per a les temporades següents i un impuls per a l'entitat en tots els sentits. El 15 d'agost d'aquell mateix any, i coincidint amb la Festa Major de Gràcia, el CE Europa va jugar-hi el seu primer partit oficial: la primera edició del Trofeu Vila de Gràcia davant la UE Lleida, que va endur-se el trofeu (0–1).
Després de la inauguració del Nou Sardenya, l'equip va tornar a classificar-se per jugar la fase d'ascens a Segona B les temporades 1995-96 (fou subcampió de Tercera), 1996-97, 1998-99 i 2000-01, tot i que no va aconseguir pujar. En aquest moment també va començar a celebrar-se el Trofeu Vila de Gràcia, que s'ha convertit en un clàssic de la pretemporada futbolística. Durant aquests anys també es van posar els fonaments de l'escola de futbol i del futbol base, el creixement del qual seria constant any rere any.

#### Un bienni inoblidable: la Copa Catalunya (1997 i 1998)
La fita més rellevant d'aquesta dècada és, sense dubte, el brillant paper del CE Europa en les edicions 1996-97 i 1997-98 de la Copa Catalunya, en les quals va enfrontar-se i doblegar als que de bell antuvi havien estat els seus rivals esportius directes: CE Sabadell, RCD Espanyol i FC Barcelona.
A la temporada 1996-97 va batre en la semifinal a tres el CE Sabadell (1–0) i el RCD Espanyol (0–0) a la Nova Creu Alta (l'empat a zero entre CE Sabadell i RCD Espanyol va classificar el club gracienc). A la final jugada en el camp del CE L'Hospitalet, l'Europa va vèncer el FC Barcelona (3–1) en un partit apoteòsic per a la família escapulada. En aquell moment, el FC Barcelona era el vigent campió de la Recopa d'Europa de futbol.
A la temporada 1997-98 va tornar-se a produir una gesta que semblava impossible repetir. A la semifinal, jugada en el Nou Sardenya, l'equip va doblegar novament al RCD Espanyol (2–0). I a la final jugada en el Mini Estadi, novament contra el FC Barcelona, el CE Europa aconseguí resistir i empatar el matx (1–1) per acabar imposant-se a la tanda de penals (4–3). El FC Barcelona acabava d'aconseguir el doblet de Lliga i Copa, però no va poder amb la tenacitat dels europeistes.

### Anys 2000. Creixement a tots els nivells
Durant la primera dècada del segle xxi el primer equip del CE Europa tornava a obtenir resultats més aviat discrets a la Tercera divisió, vorejant de nou els llocs de descens, fins a consumar-se la pèrdua de categoria a la temporada 2003-04. El trànsit per Primera catalana va ser només d'una temporada (2004-05), després de la qual l'equip ha ocupat llocs intermedis de la classificació de Tercera divisió fins avui dia sense que perillés la seva permanència a la categoria.
Des de 2001 el club ha experimentat un creixement constant en la resta de vessants (vid. infra). El seu futbol base ha continuat la seva expansió, arribant a assolir més de trenta equips federats. La seva tasca va poder ampliar-se a la temporada 2001-02 amb la incorporació d'un segon estadi a la infraestructura esportiva del Club: el Camp de l'Àliga. Des del 2001 funciona dins el club el futbol femení, que també ha desenvolupat la seva pròpia branca de futbol base. Van fundar-se noves penyes i va augmentar la seva participació en tasques d'animació, més enllà del primer equip, i la seva participació social. També a partir del 2001 es bastiren els mitjans de comunicació oficials del Club: plana web (2001) televisió (2003), ràdio (2008) i revista (2010). Finalment es fundaren les seccions de bàsquet i futbol sala que van recuperar l'antic caràcter poliesportiu de l'entitat, tot i desaparèixer posteriorment.
Durant la temporada 2007-08 el CE Europa va celebrar el centenari de la seva fundació. Entre els actes commemoratius es va disputar el 5 de juny de 2007, en el Nou Sardenya, l'encontre del centenari contra el CA Osasuna, que va acabar amb 1–2 per als navarresos.

### Anys 2010 (I). Retorn al primer nivell competitiu
A partir de 2012, després de diverses temporades de resultats mediocres a la Tercera divisió, l'equip va tornar a rondar els llocs de privilegi i es va classificar quatre vegades consecutives per disputar la fase d'ascens a Segona divisió B, consistent a superar tres eliminatòries contra altres rivals de la resta de grups de la Tercera divisió.
La temporada 2012-13 l'equip va acabar tercer a la lliga A la primera eliminatòria va quedar emparellat amb l'Arandina CF de la localitat d'Aranda de Duero (Castella i Lleó). Va perdre el primer partit a casa (0–1) i la tornada a Aranda de Duero (2–0), quedant eliminat.
La temporada 2013-14 el CE Europa va repetir resultat. Va quedar emparellat a la primera eliminatòria amb la UD Mutilvera de la localitat de Mutilva (Navarra). Va guanyar a casa (1–0) i va empatar a Mutilva (0–0), amb la qual cosa va passar ronda. A la segona eliminatòria es va enfrontar a la UD Socuéllamos de Castella-la Manxa, primer a casa (0–0) i després a Socuéllamos (2–0), quedant eliminat.
La temporada 2014-15 l'equip torna a quedar tercer a la fase regular. i queda emparellat a la primera eliminatòria d'ascens amb el Jerez CF de la localitat de Jerez de los Caballeros (Extremadura). Va guanyar el primer partit a casa (1—0) però va perdre la tornada a Jerez de los Caballeros (2–0), quedant així eliminat.
Finalment, la temporada 2015-16 va repetir la tercera plaça final. Li va tocar en sorteig el San Fernando CDI de la localitat de San Fernando (Andalusia). Va empatar a l'anada (1–1) jugada fora i va perdre la tornada a casa (2–3), quedant així eliminat per quarta vegada consecutiva.

#### Nova gesta a la Copa Catalunya (2015)
Després de les temporades 1996-97 i 1997-98 el CE Europa va culminar un brillant recorregut en la competició nacional eliminant als tres equips catalans que aleshores militaven a la Segona Divisió A. En els quarts de final es va imposar amb claredat al FC Barcelona B en el Nou Sardenya (3–0) i en semifinals al CE Sabadell en el mateix escenari (3–0). A la final, jugada també en el Nou Sardenya, el CE Europa va imposar-se al Girona FC (2–1) i va sumar el seu tercer títol.

### Anys 2010 (II). Sense grans novetats
Després de classificar-se tercer a la lliga i disputar la fase d'ascens a Segona divisió B sense èxit durant quatre temporades consecutives, l'equip va baixar el seu rendiment.
La temporada 2016-17 fou esportivament dolenta i fins i tot es va patir per la permanència a Tercera divisió fins a les darreres jornades de la competició, quedant finalment dotzè classificat.
La dues temporades següents van ser esportivament millors i el CE Europa va transitar pels llocs alts de la classificació, però sense aconseguir ubicar-se entre els quatre millors classificats. Així, a la temporada 2017-18 va acabar vuitè classificat i a la 2018-19, sisè. Foren temporades tranquil·les esportivament, però amb opcions escasses d'optar a l'ascens que finalment no es pogueren materialitzar.
La temporada 2019-20 va ser prometedora des del principi. Després d'un inici irregular, l'equip va anar progressant fins a col·locar-se entre els primers classificats i assolir les posicions de fase d'ascens quan la temporada va ser interrompuda per culpa de la crisi de la Covid-19 mancant 10 jornades per disputar-se. Després la competició fou definitivament cancel·lada i el CE Europa va acabar oficialment en la tercera posició que llavors ocupava. La Federació Catalana de Futbol va establir una fase d'ascens ràpida per finalitzar la competició entre els quatre primers classificats de la lliga de Tercera divisió en format de semifinals i a partit únic, en què el campió pujaria a Segona divisió B. El CE Europa (tercer) va quedar emparellat amb el Terrassa FC (segon) en una de les semifinals, però va quedar eliminat (1–0).

### Anys 2020. Creixement esportiu i social
La temporada 2020-21 es va disputar de manera diferent a l'habitual com a conseqüència de la pandèmia i la reestructuració de les categories del futbol espanyol. Així, la temporada va ser dividida en dues fases. En la primera els equips participants van ser dividits en dos subgrups d'onze clubs cadascun i el CE Europa va ser ubicat en el subgrup A. Va assolir la primera posició del subgrup, la qual cosa el va permetre accedir a la segona per lluitar per l'ascens directe a la nova Segona Divisió RFEF en una lligueta de sis jornades i on ascendien els dos millors classificats. Després de guanyar els tres primers partits, el 25 d'abril de 2021 l'equip va assolir l'ascens matemàtic a la nova categoria després de guanyar a casa el Cerdanyola FC (4-2).
El debut a Segona Federació no va ser exitós. Notant la diferència de nivell en comparació amb la Tercera divisió, l'Europa va acabar al 16è lloc, baixant a Tercera Federació. A més, va tornar a jugar a la Copa del Rei després de tres dècades d'absència, caient davant de la SD Amorebieta (0-1). Mentrestant, el primer equip femení va pujar a Primera Federació, l'Europa B a la Lliga Elit i el Juvenil A masculí a la Divisió d'Honor. No obstant això, degut a un canvi de l'estructura del futbol femení, l'Europa seguiria jugant al tercer nivell.
La temporada 2022-23, l'Europa va debutar a la Tercera Federació, una competició molt similar a l'antiga Tercera divisió. Després d'una lluita pel títol amb la UE Sant Andreu, els europeistes es van proclamar campions de Tercera després de l'últim partit de la temporada contra el CF Muntanyesa (2-0), campionant per segon cop en tres temporades. Aquest campionat li donava a l'equip un ascens directe a Segona Federació, competició que havia deixat feia un any. l'Europa femení també va aconseguir l'ascens, superant la promoció d'ascens contra el Llevant (1-0 i 2-2).
El mateix 2023, es va produir un canvi a la presidència europeista. Després de les eleccions de l'abril de 2023, la junta directiva encapçalada per Hèctor Ibar va guanyar les eleccions, succeint a la junta de Víctor Martínez.
La temporada 2023-24 estava plena d'èxits. En primer lloc, el primer equip masculí va lluitar durant tota la temporada per la primera plaça, malgrat tenir un dels pressupostos més baixos de la categoria. Al final, es va imposar l'Hèrcules CF i l'Europa va acabar a la segona posició, el que li donava dret a participar a la promoció d'ascens. A les semifinals, l'Europa va caure davant el filial del Real Betis. La mateixa temporada, l'equip va tornar a jugar a la Copa del Rei, perdent aquesta vegada contra l'Elx CF (0-1). Aquest partit va causar un ple al Nou Sardenya, però la major assistència de la història del Nou Sardenya es va aconseguir a l'últim partit de la lliga regular contra el RCD Espanyol B (6-0), donant la benvinguda a 4.102 persones.
Aquesta temporada també es va registrar un creixement fort del nombre de socis, arribant a 1.948 persones, tres vegades més de la temporada anterior. A més, el filial masculí va pujar com a campió a la Tercera Federació. Tanmateix, el primer equip femení va baixar a Segona Federació.
Els èxits socials van seguir creixent durant la temporada 2024-25. l'Europa va arribar a tenir 2.800 socis i 16 penyes, entre elles també penyes fora de Barcelona. A més, es van registrar assistències superiors a les de feia unes temporades, superant sovint el nombre de 3.000 espectadors. Això també va ser degut als èxits dels primers equips. El primer equip femení va guanyar la lliga a l'última jornada contra el Real Avilés CF (1-0), tornant així al segon nivell estatal. El primer equip masculí també va guanyar la lliga després d'una victòria contra l'Elx CF Il·licità (0-1) i va pujar per primer cop a Primera Federació, el tercer nivell estatal, tot i tenir un altre cop un dels pressupostos més baixos de la categoria. Es van celebrar els dos campionats a mitjans de maig, organitzant una rua i omplint la Plaça de la Vila de Gràcia. Mentrestant, el filial masculí va aconseguir la permanència a Tercera Federació i el filial femení va pujar a Tercera Federació, el quart nivell estatal, concloent així la temporada més exitosa del club al segle XXI.

#### Èxit a la Copa del Rei (2024-25)
Paral·lelament als bons resultats a la lliga regular, el primer equip masculí va eliminar aquesta temporada l'Albacete Balompié (2-1), equip de Segona divisió espanyola, superant la primera ronda del torneig estatal després de gairebé 60 anys sense fer-ho. A la segona ronda, va rebre a la UD Las Palmas, equip de Primera divisió espanyola que va eliminar l'Europa de la Copa (1-2).

## Primer equip

### Plantilla 2024-25
Plantilla i cos tècnic del primer equip.
| N. | Pos. | Nac. | Jugador          |
| -- | ---- | --- | ---------------- |
| 1  | POR  | [[Fitxer:Flag of Argentina.svg\|23x15px\|border \|alt=Argentina\|link=Selecció de futbol de l'Argentina\|{{#if:\|]]                         | Juan Flere       |
| 2  | DEF  | [[Fitxer:Flag of Catalonia.svg\|23x15px\|border \|alt=Catalunya\|link=Selecció de futbol de Catalunya\|{{#if:\|]]                           | Gerard Urbina    |
| 3  | DEF  | [[Fitxer:Flag of the United States.svg\|23x15px\|border \|alt=Estats Units d'Amèrica\|link=Selecció de futbol dels Estats Units\|{{#if:\|]] | John Neeskens    |
| 4  | DEF  | [[Fitxer:Flag of Catalonia.svg\|23x15px\|border \|alt=Catalunya\|link=Selecció de futbol de Catalunya\|{{#if:\|]]                           | Àlex Cano 1r     |
| 5  | DEF  | [[Fitxer:Flag of Catalonia.svg\|23x15px\|border \|alt=Catalunya\|link=Selecció de futbol de Catalunya\|{{#if:\|]]                           | Arnau Campeny 2n |
| 6  | MIG  | [[Fitxer:Flag of Catalonia.svg\|23x15px\|border \|alt=Catalunya\|link=Selecció de futbol de Catalunya\|{{#if:\|]]                           | Noel Carbonell   |
| 7  | DAV  | [[Fitxer:Flag of Catalonia.svg\|23x15px\|border \|alt=Catalunya\|link=Selecció de futbol de Catalunya\|{{#if:\|]]                           | Jordi Cano       |
| 8  | DEF  | [[Fitxer:Flag of Catalonia.svg\|23x15px\|border \|alt=Catalunya\|link=Selecció de futbol de Catalunya\|{{#if:\|]]                           | Manel Lozano     |
| 9  | DAV  | [[Fitxer:Flag of Catalonia.svg\|23x15px\|border \|alt=Catalunya\|link=Selecció de futbol de Catalunya\|{{#if:\|]]                           | Eric Pimentel    |
| 10 | MIG  | [[Fitxer:Flag of Catalonia.svg\|23x15px\|border \|alt=Catalunya\|link=Selecció de futbol de Catalunya\|{{#if:\|]]                           | Àlex Pla 3r      |

| N. | Pos. | Nac. | Jugador          |
| -- | ---- | --- | ---------------- |
| 11 | DAV  | [[Fitxer:Flag of Catalonia.svg\|23x15px\|border \|alt=Catalunya\|link=Selecció de futbol de Catalunya\|{{#if:\|]] | Carlos Gilbert   |
| 13 | POR  | [[Fitxer:Flag of Catalonia.svg\|23x15px\|border \|alt=Catalunya\|link=Selecció de futbol de Catalunya\|{{#if:\|]] | Pol Cordero      |
| 14 | DAV  | [[Fitxer:Flag of Catalonia.svg\|23x15px\|border \|alt=Catalunya\|link=Selecció de futbol de Catalunya\|{{#if:\|]] | Albert Martí     |
| 15 | MIG  | [[Fitxer:Flag of Gabon.svg\|23x15px\|border \|alt=Gabon\|link=Selecció de futbol del Gabon\|{{#if:\|]]            | Babanzila Meshak |
| 17 | MIG  | [[Fitxer:Flag of Catalonia.svg\|23x15px\|border \|alt=Catalunya\|link=Selecció de futbol de Catalunya\|{{#if:\|]] | Adnane Ghailan   |
| 18 | MIG  | [[Fitxer:Flag of Bolivia.svg\|23x15px\|border \|alt=Bolívia\|link=Selecció de futbol de Bolívia\|{{#if:\|]]       | Jorge Carreón    |
| 19 | DEF  | [[Fitxer:Flag of Catalonia.svg\|23x15px\|border \|alt=Catalunya\|link=Selecció de futbol de Catalunya\|{{#if:\|]] | Roger Escoruela  |
| 20 | DAV  | [[Fitxer:Flag of Catalonia.svg\|23x15px\|border \|alt=Catalunya\|link=Selecció de futbol de Catalunya\|{{#if:\|]] | Julián Mahicas   |
| 22 | DEF  | [[Fitxer:Flag of Catalonia.svg\|23x15px\|border \|alt=Catalunya\|link=Selecció de futbol de Catalunya\|{{#if:\|]] | Marcel Sgrò      |

#### Cos tècnic
- Entrenador:  Aday Benítez
- Segon entrenador:  Toni Sánchez
- Ajudant tècnic:  Alberto González
- Preparadors físics: Mónica Morral
- Entrenador de porters: Pedro Puigserver
- Fisioterapeuta: Adri Lorenzo i Noelia Balaguer
- Analistes: Carlos Royo i Luís Nuevo
- Delegat d'equip:  Enric Vargas
- Video / Scouting:  Yoshinobu "Yoshi" Nishizaki
- Utiller:  Ignasi Carranza
- Doctor:  Joan Carles González
- Cap de Premsa:  Manel Añó

## Femení
Des de l'any 2001 el CE Europa té equip de futbol femení i en anys posteriors va anar estructurant els seus corresponents equips de futbol base. Juga a la Primera Federació, categoria d'argent de la lliga femenina espanyola.
El primer equip ha jugat a la Segona divisió des de la temporada 2004-05, amb excepció d'un descens a Preferent catalana la temporada 2012-13 del qual va poder recuperar-se un any després.

## Futbol base

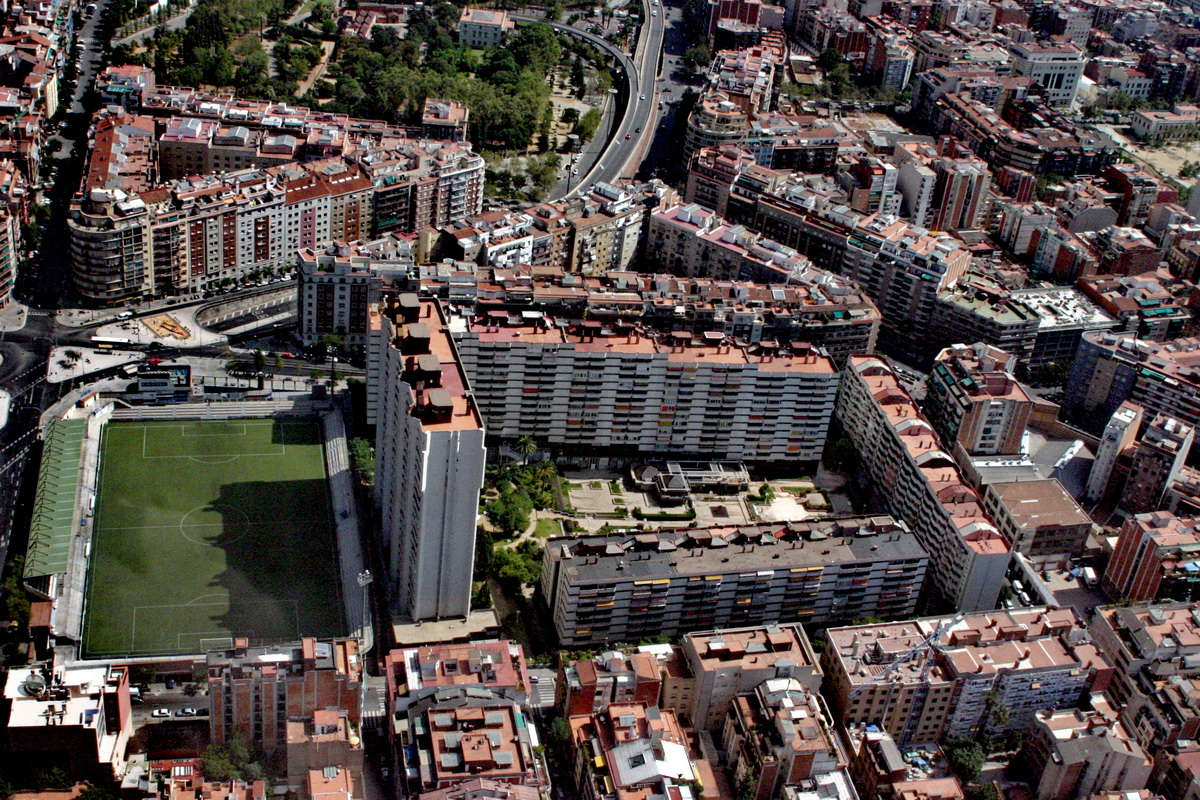
Vista del camp de futbol de l'Europa

### Futbol base i escola de futbol
Les primeres passes del futbol base es remunten a l'any 1991, quan va crear-se una escola de futbol inicialment separada del Club. Donats els seus bons resultats esportius i econòmics, l'escola va ser incorporada al Club tres anys més tard. L'estrena del Nou Sardenya el 1995, la utilització del Camp de l'Àliga a partir del 2001 i la instal·lació de gespa artificial en aquest últim el 2004 afavoriren el progressiu creixement del futbol base del Club en nombre d'equips i jugadors i ascensos a totes les categories.
Actualment el CE Europa gestiona un total de 46 equips al si de la seva infraestructura esportiva -incloent els primers equips masculí i femení. De tots ells, 16 estan inscrits a nom de la Fundació Privada Esportiva Europa, entitat vinculada al Club, sense que hi hagi cap diferència de funcionament.

### Filial
El 2002 el CE Europa va arribar a un acord de col·laboració amb la Unió Esportiva Caprabo de Primera Regional pel qual el club espluguí es convertia en filial dels escapulats a partir de la temporada 2002-2003. El club passà a dir-se UE Caprabo Europa B però conservant els seus colors i distintius propis. El seu èxit més gran va arribar el 2006 en aconseguir l'ascens a Primera Divisió Catalana.
Si bé estava previst que la UE Caprabo s'integrés definitivament en el CE Europa al llarg de la temporada 2006-2007 com un equip més, finalment no va ser així i a les acaballes de la temporada, que va acabar amb el descens de l'equip, va trencar-se el vincle de col·laboració. Poc després, la UE Caprabo va ser absorbida per l'AE Josep Maria Gené.
A la temporada 2012-2013 va néixer el Club Esportiu Europa B. Un nou equip filial, en aquesta ocasió directament gestionat pel club. L'equip va començar a competir des de la Quarta Catalana, la categoria més baixa del futbol català. La temporada 2023-24 va aconseguir l'ascens a Tercera Federació, la quinta categoria del futbol estatal.

#### Classificacions equip filial
| - 2012-13: Quarta Catalana, Grup 18 (2n) - 2013-14: Quarta Catalana, Grup 17 (1r) - 2014-15: Tercera Catalana, Grup 10 (2n) - 2015-16: Segona Catalana, Grup 2 (9è) - 2016-17: Segona Catalana, Grup 2 (5è) | - 2017-18: Segona Catalana, Grup 2 (4t) - 2018-19: Segona Catalana, Grup 2 (5è) - 2019-20: Segona Catalana, Grup 2 (6è) - 2020-21: Segona Catalana, Grup 2B (1r) - 2021-22: Segona Catalana, Grup 5 (1r) | - 2022-23: Primera Catalana, Grup 3 (5è) - 2023-24: Lliga Elit (1r) - 2024-25: Tercera RFEF, Grup 5 (10è) - 2025-26: Tercera RFEF, Grup 5 |

### Juvenil
El fútbol base del CE Europa va aconseguir el seu èxit més gran la temporada 1995-96 quan, després de dos ascensos consecutius, va situar el seu equip Juvenil A a la màxima categoria: la Divisió d'Honor. Des d'aleshores el juvenil europeista ha militat entre aquesta categoria i la Lliga Nacional.

## Altres seccions
En la dècada de 1920 el Club era una entitat netament poliesportiva, ja que la pràctica esportiva era totalment amateur i els esportistes podien practicar més d'un esport. D'aquesta època són les seccions d'atletisme (vers 1920), bàsquet (1922), hoquei herba (1925) i beisbol. La secció atlètica va destacar especialment a les competicions de Cross, aconseguint entre d'altres guardons un campionat de Catalunya. També va gaudir d'una secció de rugbi (1930), la més efímera de totes les seves seccions.
La crisi que assolà al Club l'any 1931 va fer que totes les seccions desapareguessin, convertint-se en una entitat purament futbolística. El caràcter poliesportiu del Club va recuperar-se momentàniament a finals del Segle XX, quan es va recuperar la secció de bàsquet i va crear-se la secció de futbol sala, tot i que ambdues seccions van desaparèixer al cap d'uns anys.
L'any 2020 el Club va recuperar la secció de futbol sala, creant tres equips: un juvenil, un cadet i un sènior. L'any 2023 el Club compta amb cinc equips. Les primeres dues temporades, els equips jugaven els seus partits al camp del Virolai, però el 2022 va traslladar al pavelló cobert del Carmel, tot i mantenint els entrenaments al Virolai.
El Club també compta amb una secció d'eSports, creat l'any 2018 per Àlex Beltràn Sànchez. L'any 2023, la secció d'esports electrònics va acabar com a tercer millor equip a la Champions League d'Xbox, la màxima competició europea. El mateix any, el Club va guanyar un 'Sextet' històric en aconseguir els sis títols més importants d'Espanya a la plataforma de Microsoft, destacant el campionat d'Espanya de FIFA aconseguit en dues ocasions, al 2023 i al 2025. A part de futbol, existeix una secció de bàsquet electrònic del Club, fundat l'any 2021.

### Bàsquet
El CE Europa va jugar el primer partit de bàsquet que es va disputar a Espanya el 8 de desembre del 1922 i va vèncer el Laietà Basket Club per 8 a 2. Fou un dels millors conjunts del moment, guanyant el Campionat de Catalunya en dues ocasions (1924 i 1926).
Al 2007, any del centenari del club, l'Europa tornaria a recuperar la desapareguda secció de bàsquet, jugant els seus partits a la Creueta del Coll. L'any 2008, l'equip escapulat assoliria l'ascens a la Segona Catalana de bàsquet. L'any seguent, la renovada secció de bàsquet es va haver de dissoldre cap al 2009.

## Jugadors destacats
El CE Europa ha tingut molts jugadors de renom al llarg de la seva història, alguns d'ells internacionals amb seleccions nacionals.
| Anys 1910-1920 |

| - Jacint Olivé - Esteve Barnet | - Enric Olivé | - Bonaventura Pelaó | - Vicenç Martínez |

| Anys 1920-1930 |

| - Antoni Alcázar - Francesc Artisus - Xavier Bonet | - Joan Bordoy - Manuel Cros - Miquel Garrobé | - Josep Julià - Càndid Mauricio - Esteve Pelaó | - Joan Pellicer - Pere Serra |

| Anys 1930-1940 |

| - Francesc Cifré | - Eduard Ballester | - Joan Deprius | - Josep Montserrat |

| Anys 1940-1950 |

| - Marià Gonzalvo - Antoni Ramallets | - Tomàs Rosselló - Domingo Guerrero Carnero | - Pere Hernández - Carles Serracant | - Ramon Casafont |

| Anys 1950-1960 |

| - Jaume Valls - Josep Mauri | - Àngel Martínez - Francesc Calvet | - Josep Granés | - Lluís Pujolràs |

| Anys 1960-1970 |

| - Zoltán Czibor - Félix Marcaida - Ramon Pons | - Josep Duró - Josep Boada - Llibert Tomàs | - Rogeli Pàmpols - Ramón Salud | - Eulogio Martínez - José Gutiérrez "Pedrín" |

| Anys 1970-1980 |

| - Josep Maria Rovira - Celestino Fernández - Antoni Rodriguez "Rodri" | - Antonio Marín - Salvador Sagrera | - Lluís Balmas - Emilio Balsera | - Isidre Suescum - Emili Montiagut |

| Anys 1980-1990 |

| - Carles Capella - Josep Antoni Agra - Francisco Javier Carmona | - Ventura Gómez - Juan Antonio Ureña - Manolo Castillo | - Jordi Caraltó - Fausto Cobo | - Enrique Pérez - Javier Escribano |

| Anys 1990-2000 |

| - Miquel Carvajal - Serafín Guillén | - Jordi Surallés - Óscar Casasampere | - Raúl Verdú | - José Manuel Quiles |

| Anys 2000-2010 |

| - Àlex Delmàs - Ramon Gatell | - Xavier Lucas | - Antoni Amorós | - Fernando Nuñez |

| Anys 2010-2020 |

| - Àlex Cano - Daniel Valderas | - Alberto González | - Ramon Rovira | - Rafa Leva |

| Anys 2020-actual |

| - Sergi Pastells | - Arnau Campeny |  |  |

### Jugadors amb més partits
Això són els deu jugadors amb més partits a la història de l'Europa, actualitzat a la final de la temporada 2024-25.
1. Àlex Cano Jiménez, amb 506 partits
2. Ventura Gómez Afán, amb 402 partits
3. Carles Capella i Amills, amb 378 partits
4. Alberto González Soriano, amb 353 partits
5. Josep Maria Rovira i Torres, amb 319 partits
6. Antoni Amorós, amb 264 partits
7. Àlex Delmás Clascà, amb 245 partits
8. Ramon Rovira, amb 213 partits
9. Jordi Surrallés, amb 211 partits
10. Fernando Núñez, amb 207 partits

### Jugadors amb més gols
Això són els deu jugadors amb més gols a la història de l'Europa, actualitzat a la final de la temporada 2024-25.
1. Manuel Cros i Grau, amb 114 gols
2. Àlex Cano Jiménez, amb 70 gols
3. Salvador Sagrera i Camacho, amb 65 gols
4. Jaume Valls, amb 64 gols
5. Antoni Alcázar i Alonso, amb 61 gols
6. Raúl Verdú, amb 59 gols
7. Tomàs Rosselló, amb 58 gols
8. Manolo Castillo, amb 56 gols
9. Emilio Montiagut, amb 55 gols
10. Lluís Antúnez, amb 52 gols

## Entrenadors
El CE Europa ha tingut dotzenes d'entrenadors al llarg de la seva història.
| - Ralph Kirby (1922-1924) - Bonaventura Pelaó (1924-26) - Karl Heinlein (1926-29) - Joan Bordoy (1930-31) - Càndid Mauricio (1931-32) - Amadeu Cartes (1932-34) - Càndid Mauricio (1934-39) - Esteve Pelaó (1939-40) - Càndid Mauricio (1940-42) - Francesc Cifré (1942-43) - Josep Montserrat (1943-44) - Teodor Mauri (1944-46) - Càndid Mauricio (1946-47) - Francesc Cifré (1947-48) - Vicenç Saura (1948-49) - Joan Pellicer (1949) - Cristòfol Martí (1949-50) - Manel Cruz (1950-51) - Miquel Ibarra (1951-53) - Josep Maria García Bancells (1953) - Manel Cruz (1953-54) - Francesc "Siscu" Betancourt (1954-55) - Perico Solé (1955-57) - Benito García (1957-58) - Marcel Domingo (1958) - Julián Arcas (1958) - Mario Anchisi (1958-59) - Joan Deprius (1959) - Miquel Gual (1959-60) - Jordi Benavent (1960-61) - Enric Bescós (1961) - Josep Núñez (1961-63) | - Juan Zambudio Velasco (1963-64) - Narcís Falcó (1964) - Gabriel Taltavull (1964-65) - Luis Cid, "Carriega" (1965-66) - Joan Navarro (1966-68) - Josep Núñez (1968-69) - Joan Navarro (1969-71) - Joaquim Carreras (1971-72) - Carles Farrés (1972) - Gerard Gatell (1972) - Antoni Argilés (1972-73) - Pepe Rincón (1973-74) - Ferran Argila (1974) - Gerard Gatell (1974-75) - Lluís Muñoz (1975-76) - Antoni Lagunas (1976) - Josep Monfort (1976-77) - Alfred Matamala (1977-78) - Tomàs Barris (1978-79) - Díaz Dagoraz (1979-80) - Alfred Vera (1980) - Gerard Gatell (1980) - Joan Navarro (1980-81) - Pepe Rincón (1981) - Alfred Vera (1981) - Antonio Jesús López Cirauqui (1981) - Waldo Ramos (1981) - Antoni Celdran (1981-82) - Jordi Solsona (1982-84) - Fernando Valverde (1984) - Jordi Muntané (1984) - Paco Martínez Bonachera (1984-85) | - Manuel Rodríguez, 'Rodri' (1985) - Antoni Lagunas (1985-86) - Julià Garcia (1986) - Pau Sahún (1986) - Jordi Muntané (1986-87) - Carles Anglès (1987-90) - Martí Alavedra (1990-91) - Juanito Blázquez (1991) - Rodri Artero (1991-92) - Carlos Pacheco (1992) - Antoni Muñoz (1992-93) - Alfons Gallardo (1993) - Josep Maria Rovira (1993-95) - Osman Bendezú (1995) - Josep Moratalla (1995-97) - Tintín Márquez (1997-98) - Albert Roca (1998-99) - Juan Moscoso (1999-2001) - Alfons Gallardo (2001-02) - Miquel Corominas (2002-03) - Juan Moscoso (2003-04) - Josep Moratalla (2004-06) - Manolo Márquez (2006-07) - José Ángel Valero (2007-09) - Pedro Dólera (2009-15) - Albert Poch (2015-16) - Joan Esteva (2016-18) - David Vilajoana (2018-22) - Gerard Albadalejo (2022) - Ignasi Senabre (2022-24) - Aday Benítez (2024-present) |

## Presidents
El CE Europa ha tingut un total de 35 presidents, dos dels quals van repetir mandat.
| - Rodolf Colell i Admetller (1907-11) - Francesc Ventura (1911-13) - Frederic Soler (1915-15) - Joan Matas i Ramis (1915-26) - Lluís Ollé i Tintoré (1926-27) - Domènec Colomé (1927-28) - Joan Matas i Ramis (1928-31) - Antoni Massoni (1931-32) - Francesc Sugot i Morell (1932-36) - Jaume Planas i Ferrer (1936-37) - Francesc Sugot i Morell (1937-41) - Rafel Andreu i Magri (1941-46) - Josep Vieta i Pros (1946-48) | - Miquel Iglesias i Puig (1948-53) - Ramon Capdevila i Carbó (1953-54) - Eusebi Martí i Mingot (1954-56) - Lluís Casacuberta i Armengol (1956-59) - Joan Pont i Anoll (1959-62) - Joan Zalacaín Lascorz (1962-64) - Josep Chover i Nolla (1964-65) - Diego Navarro Sánchez (1965-68) - Joan Lluís Nadal de Quadras (1968-71) - Francesc Hidalgo i Barriuso (1971-74) - Màrius de Boet i Robert (1974) - Francesc Tarruella (1974-75) - Joaquim Vieta i Anguera (1975) | - Bernardí Balagué i Batlles (1975-80) - Ferran Valverde i Giménez (1980-84) - Joaquim Canillo i Piñol (1984-86) - Jaume Martí (1986) - Josep Castro i Fernández (1986-95) - Joan Grases i Ventura (1995-98) - Josep Bartolí Montoliu (1998-99) - Conrad Pugés i Rull (1999-2003) - Joan Josep Isern i Aranda (2003-07) - Guillaume de Bode (2007-17) - Víctor Martínez Izquierdo (2017-2023) - Hèctor Ibar Torras (2023-) |

## Dades del club

### Directiva
Després de les eleccions del 23 d'abril de 2023, l'actual junta directiva del Club està formada pels següents membres:
- President: Hèctor Ibar
- Vicepresident 1r: Vicenç Martí
- Vicepresident 2n: Àlex López
- Tresorer: Cesc Boada
- Secretari: Jordi Collell
- Vocal: Jordi Marí
- Vocal: Albert Tomàs
- Vocal: Jacobo Ocharan
- Vocal: Carles Mur
- Vocal: Ramon Armengol
- Vocal: Daniel Sanchez

### Reconeixements institucionals
- Placa de plata de la Reial Orde del Mèrit Esportiu, concedida pel Consejo Superior de Deportes (2007)
- Premi Creu de Sant Jordi, concedida per la Generalitat de Catalunya (2007)
- Medalla d'Or de la Ciutat, concedida per l'Ajuntament de Barcelona (2007)[131]

### Mitjans de comunicació
Al llarg de la seva història el CE Europa ha mantingut publicacions de caràcter oficial, principalment butlletins en paper, publicats des dels anys 50 fins avui dia. Des de l'any 2001 el Club ha vertebrat una xarxa de mitjans de comunicació d'acord amb la revolució imposada per l'esclat de les noves tecnologies.

#### Plana web
La plana web oficial del Club va entrar en funcionament l'11 de novembre del 2001. Des del 22 de març de 2007 funciona també amb el domini català.

#### L'Escapvlat
L'Escapvlat (pronunciat com l'escapulat), és la publicació oficial del Club. Es publica des de febrer del 2010 i és de periodicitat trimestral des del desembre del 2023. Tracta únicament d'aspectes relacionats amb el Club. Es reparteix de franc entre els socis i aficionats de l'entitat els dies de partit, habitualment els diumenges. Rep el seu nom de la manera amb què es coneix a l'equip gracienc —escapulats— per la seva equipació habitual, blanca amb una ratlla de color blau en forma de V. El bulletí es distribueix no només a les oficines i a l'estadi del Club, sinó també en dotzenes d'altres llocs en Gràcia, el Guinardó, el Poblet i el Farró.

#### Altres tecnologies
Altres mitjans de comunicació online, Europa TV (inaugurat el 2003) i Europa Ràdio (2008), van desaparéixer davant l'eclosió de les noves tecnologies de comunicació més recents: Facebook i Twitter, habitualment utilitzades pel Club.

## Classificacions

### Temporades
- Temporades a Primera divisió (3): 1928-29, 1929-30 i 1930-31
- Temporades a Segona divisió (6): 1931-32 (*), 1963-64 a 1967-68
- Temporades a Segona divisió B (1): 1994-95
- Temporades a Primera Federació (1): 2025-26
- Temporades a Segona Federació (3): 2022-23 i 2023-24 a 2024-25
- Temporades a Tercera divisió (57): 1951-52 a 1962-63, 1968-69 a 1973-74, 1977-78 a 1985-86, 1989-90 a 1993-94, 1995-96 a 2003-04 i 2005-06 a 2020-21
- Temporades a Tercera Federació (1): 2022-23
- Temporades a categories regionals (18): 1940-41 a 1950-51, 1974-75 a 1976-77, 1986-87 a 1988-89 i 2004-05
- Millor classificació en la lliga: 8è (Primera divisió, temporada 1928-29)
- Pitjor classificació a la lliga: 12è (Regional Preferent, temporada 1986-87)

(*) com a Catalunya FC

### Classificacions en el Campionat de Catalunya
| - 1907 a 1909: No va participar - 1909-10: 2a Categoria (3r) - 1910-11: 2a Categoria - 1911-12: 2a Categoria (2n) - 1912-13: 2a Categoria (4t) - 1913-14: 2a Categoria (2n) - 1914-15: 2a Categoria (3r) - 1915-16: 2a Categoria (2n) | - 1916-17: 2a Categoria (a) - 1917-18: 3a Categoria (1r) - 1918-19: 2a Categoria (1r) - 1919-20: 1a Categoria (5è) - 1920-21: 1a Categoria (2n) - 1921-22: 1a Categoria (2n) - 1922-23: 1a Categoria (1r) - 1923-24: 1a Categoria (2n) | - 1924-25: 1a Categoria (5è) - 1925-26: 1a Categoria (4t) - 1926-27: 1a Categoria (2n) - 1927-28: 1a Categoria (2n) - 1928-29: 1a Categoria (2n) - 1929-30: 1a Categoria (3r) - 1930-31: 1a Categoria (4t) - 1931-32: 1a Categoria (8è) (b) | - 1932-33: 3a Categoria (3r) - 1933-34: 3a Categoria (1r) - 1934-35: 2a Categoria (8è) - 1935-36: 2a Categoria (3r) - 1936-37: 2a Categoria (2n) - 1937-38: 1a Categoria (4t) - 1938-39: No es va disputar (c) - 1939-40: 2a Categoria (2n) |

(a) fruit d'una reestructuració de la primera categoria que fou dividida en dos grups, el CE Europa va passar de segona a tercera categoria 

(b) el club va competir com a Catalunya FC 

(c) les competiciones jugades durant la Guerra Civil són anul·lades i l'ascens de la temporada 1936-37 va quedar cancel·lat

### Classificacions a la Lliga espanyola
El Club ha militat un total de 71 temporades a categories estatals: tres a Primera divisió, cinc a Segona divisió, una a Segona divisió B, una a Primera Federació, tres a Segona Federació, 57 a Tercera divisió i una temporada a Tercera Federació, a més d'un total de 18 temporades a categories regionals sota diverses denominacions.
| - 1928-29: 1a Divisió (8è) - 1929-30: 1a Divisió (9è) - 1930-31: 1a Divisió (10è) - 1931-32: No hi participa (a) - 1932-33: No hi participa - 1933-34: No hi participa - 1934-35: No hi participa - 1935-36: No hi participa - 1939-40: No hi participa - 1940-41: 1a Catalana A (9è) - 1941-42: 1a Catalana B (12è) - 1942-43: 1a Catalana B (1r) - 1943-44: 1a Catalana A (8è) - 1944-45: 1a Catalana A (6è) - 1945-46: 1a Catalana A (7è) - 1946-47: 1a Catalana A (10è) - 1947-48: 1a Catalana A (6è) - 1948-49: 1a Catalana A (11è) - 1949-50: 1a Catalana A (8è) - 1950-51: 1a Catalana A (1r) - 1951-52: 3a Divisió (9è) - 1952-53: 3a Divisió (5è) - 1953-54: 3a Divisió (4t) - 1954-55: 3a Divisió (9è) | - 1955-56: 3a Divisió (4t) - 1956-57: 3a Divisió (4t) - 1957-58: 3a Divisió (3r) - 1958-59: 3a Divisió (5è) - 1959-60: 3a Divisió (10è) - 1960-61: 3a Divisió (5è) - 1961-62: 3a Divisió (1r) - 1962-63: 3a Divisió (1r) - 1963-64: 2a Divisió (3r) - 1964-65: 2a Divisió (13è) - 1965-66: 2a Divisió (14è) - 1966-67: 2a Divisió (6è) - 1967-68: 2a Divisió (14è) - 1968-69: 3a Divisió (6è) - 1969-70: 3a Divisió (4t) - 1970-71: 3a Divisió (5è) - 1971-72: 3a Divisió (16è) - 1972-73: 3a Divisió (10è) - 1973-74: 3a Divisió (18è) - 1974-75: Reg. Preferent (4t) - 1975-76: Reg. Preferent (6è) - 1976-77: Reg. Preferent (1r) - 1977-78: 3a Divisió (11è) - 1978-79: 3a Divisió (17è) | - 1979-80: 3a Divisió (16è) - 1980-81: 3a Divisió (17è) - 1981-82: 3a Divisió (13è) - 1982-83: 3a Divisió (11è) - 1983-84: 3a Divisió (6è) - 1984-85: 3a Divisió (4t) - 1985-86: 3a Divisió (15è) - 1986-87: Reg. Preferent (12è) - 1987-88: Reg. Preferent (5è) - 1988-89: Reg. Preferent (2n) - 1989-90: 3a Divisió (5è) - 1990-91: 3a Divisió (13è) - 1991-92: 3a Divisió (16è) - 1992-93: 3a Divisió (14è) - 1993-94: 3a Divisió (4t) - 1994-95: 2a Divisió B (19è) - 1995-96: 3a Divisió (2n) - 1996-97: 3a Divisió (4t) - 1997-98: 3a Divisió (8è) - 1998-99: 3a Divisió (3r) - 1999-00: 3a Divisió (6è) - 2000-01: 3a Divisió (3r) - 2001-02: 3a Divisió (17è) - 2002-03: 3a Divisió (14è) | - 2003-04: 3a Divisió (17è) - 2004-05: 1a Catalana (2n) - 2005-06: 3a Divisió (13è) - 2006-07: 3a Divisió (14è) - 2007-08: 3a Divisió (11è) - 2008-09: 3a Divisió (11è) - 2009-10: 3a Divisió (8è) - 2010-11: 3a Divisió (7è) - 2011-12: 3a Divisió (16è) - 2012-13: 3a Divisió (3r) - 2013-14: 3a Divisió (3r) - 2014-15: 3a Divisió (3r) - 2015-16: 3a Divisió (3r) - 2016-17: 3a Divisió (12è) - 2017-18: 3a Divisió (7è) - 2018-19: 3a Divisió (6è) - 2019-20: 3a Divisió (3r) - 2020-21: 3a Divisió (1r) - 2021-22: 2a Federació (16è) - 2022-23: 3a Federació (1r) - 2023-24: 2a Federació (2n) - 2024-25: 2a Federació (1r) - 2025-26: 1a Federació |

- - Copa Catalunya
- - Campionat de Lliga
- - Ascens
- - Descens

(a) El Catalunya FC, un altre club que va sorgir gràcies a la fusió entre el primer equip de l'Europa i el Gràcia FC, va competir a Segona divisió la temporada 1931-32 i no va acabar la competició.

### Classificacions a la Copa Catalunya
La reinstauració de l'antic campionat català la temporada 1983-84 en format de copa (a diferència de l'antic Campionat de Catalunya disputat entre 1903 i 1940) es va fer amb el nom de Copa Generalitat, primer oficiosament, i des de la temporada 1989-90 amb caràcter oficial. La temporada 1993-94 va adoptar el nom actual de Copa Catalunya.
El CE Europa ha tingut una actuació molt destacada en quatre de les edicions disputades. En tres d'elles va aconseguir el títol (1996-97, 1997-98 i 2014-15) i en una quarta va arribar fins semifinals (2023-24).
| - 1984: 1a ronda - 1985: 1a ronda - 1986: 1a ronda - 1987: No classificat - 1988: No classificat - 1989-90: 1/8 final - 1990-91: 1a ronda - 1991-92: 2a ronda - 1992-93: 2a ronda - 1993-94: No va participar | - 1994-95: 1a ronda - 1995-96: 1a ronda - 1996-97: Campió - 1997-98: Campió - 1998-99: 2a ronda - 1999-2000: 2a ronda - 2000-01: 1/16 final - 2001-02: 1/16 final - 2002-03: 1/8 final - 2003-04: 1a ronda | - 2004-05: 3a ronda - 2005-06: No classificat - 2006-07: 1/8 final - 2007-08: 1a ronda - 2008-09: 2a ronda - 2009-10: No classificat - 2010-11: 1/8 final - 2011-12: 2a ronda - 2012-13: 1a ronda - 2013-14: 1a ronda | - 2014-15: Campió - 2015-16: 1/8 final - 2016-17: 1a ronda - 2017-18: 2a ronda - 2018-19: 2a ronda - 2019-20: 1a ronda - 2020–2022: no disputada per la Covid-19 - 2022-23: 1/8 final - 2023-24: Semifinal |

## Palmarès

### Tornejos estatals
- Subcampió de la Copa del Rei (1): 1923
- Segona Federació (1): 2025
- Tercera divisió (3): 1962, 1963 i 2021
- Subcampió Tercera divisió (1): 1996
- Tercera Federació (1): 2023

### Tornejos nacionals
- Campionat de Catalunya (1): 1923
- Subcampió del Campionat de Catalunya (6): 1921, 1922, 1924, 1927, 1928 i 1929
- Tercer del Campionat de Catalunya (1): 1930
- Campionat de Catalunya de Segona Categoria (1): 1919
- Subcampió del Campionat de Catalunya de Segona Categoria (6): 1912, 1914, 1915, 1916, 1937 i 1940
- Tercer del Campionat de Catalunya de Segona Categoria (3): 1910, 1915 i 1936
- Campionat de Catalunya de Tercera Categoria (2): 1918 i 1934
- Tercer del Campionat de Catalunya de Tercera Categoria (1): 1933
- Copa Catalunya (3): 1997, 1998 i 2015
- Campionat de categories territorials (3): 1943, 1951 i 1977
- Subcampionat de categories territorials (2): 1989 i 2005
- Copa Presidente (1): 1944[139]
- Trofeu Vila de Gràcia (12): 1996, 2000, 2002, 2003, 2004, 2005, 2010, 2013, 2016, 2018, 2019 i 2024
- Trofeu Moscardó (2): 1959 i 1963
- Subcampió del Trofeu Moscardó (1): 1971
- Torneig d'Històrics del Futbol Català (1): 2010
- Subcampió Torneig d'Històrics del Futbol Català (2): 1985 i 1993

#### Bàsquet
- Campionat de Catalunya de bàsquet (2): 1924 i 1926

#### eSports
- Lliga nacional Campionat d’Espanya - Superlliga A VPG (1): 2025
- Primera Divisió nacional VFO (1): 2023
- Primera Divisió Campionat d’Espanya VPG (1): 2023
- Primera Divisió nacional VPL (2): 2022 i 2023
- Lliga Conferència Poseidó (1): 2024
- Copa nacional d’Espanya VF (2): 2022 i 2023
- Copa VPL (1): 2023
- Lliga nacional de 4a Divisió VFO (1): 2021
- Tercera Divisió europea VPG (1): 2020
- Supercopa nacional de Catalunya (1): 2022

## Rivalitats

### Derbi del Pla de Barcelona
La rivalitat principal contemporània del Club és l'amb la UE Sant Andreu, conegut com el segon derbi de Barcelona o el derbi del Pla de Barcelona. Es considera generalment que la rivalitat es va intensificar l'any 2007, durant un partit entre ells al Camp Municipal Narcís Sala. La rivalitat es va mantenir viva fins a l'actualitat, sobre tot entre els grups d'animació d'ambdós dels equips: els Eskapulats i els Desperdicis.

### Rivalitats històriques
Al llarg dels anys, hi ha hagut diferents equips que es consideraven l'equip enemic per part de l'afició del CE Europa. Entre ells, es troben el FC Internacional (anys 1910), el CE Júpiter (anys 1910), el FC Barcelona (anys 1920), la UD Gràcia (anys 1940), la UE Sants (anys 1950 i 1960), el FC Martinenc (anys 1920, 1980 i 1990) i la UE Sant Andreu (des de 2007). Sobre tot amb el FC Barcelona, la UE Sants i la UE Sant Andreu, es va viure una forta rivalitat.

## Trofeu Vila de Gràcia
El Trofeu Vila de Gràcia és un torneig amistós de futbol organitzat anualment pel Club des de la temporada 1995-96 al seu estadi. S'hi juga a partit únic entre el primer equip del CE Europa i un equip convidat.
Generalment es juga el 15 d'agost, coincidint amb la Festa Major de Gràcia, i serveix per donar començament a la temporada futbolística del Club.

## Afició i altres entitats

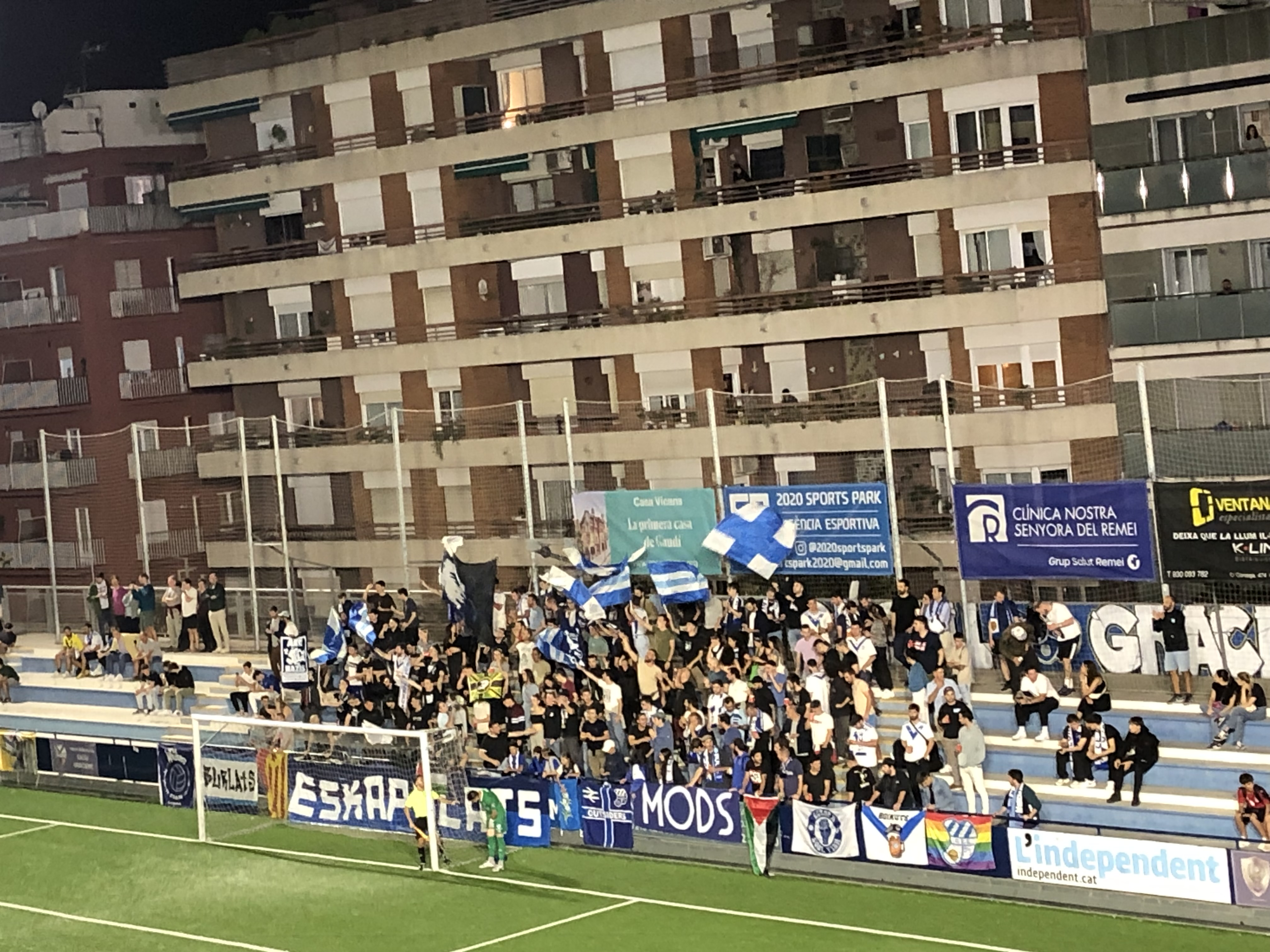
La grada d'animació de l'Europa, els Eskapulats, en un partit la temporada 2023-24.

### Penyes i socis
La temporada 2024-25, el CE Europa compta amb 2.800 socis i sòcies i gaudeix de setze penyes oficials.
- Agrupació Europeista. Oficialment va ser fundada l'any 1948, encara que des de 1932 ja era un grup consolidat de gent que seguia a l'Europa. Es dedica a seguir l'equip en les sortides i té 55 socis.
- Grup Europeista Pep Rovira. Oficialment aprovada el març de 1980, els orígens es remunten a la vigília de Reis d'aquell mateix any. El seu nom és un homenatge a l'exporter dels anys 70 Josep Maria Rovira, i que a principis dels 90 va arribar a ser entrenador del primer equip. L'any 2005 van organitzar tot un seguit d'actes per celebrar el seu 25è aniversari. Té uns 50 socis i es focalitza en el paper dels porters en el futbol.
- Caliu Gracienc. Constituïda oficialment el novembre de 1996, els seus orígens es remunten a la disputa de la promoció d'ascens a Segona B la temporada 1993-94 quan uns quants joves socis europeistes, que s'ajuntaven en el gol de Sardenya, van començar a desplaçar-se junts tot seguint l'equip. Durant la temporada 1994-95, en què l'equip competia a Segona B jugant els partits com a local al camp de la UA Horta, va començar-se a crear un grup d'animació que aglutinava el jovent europeista. Amb la tornada al flamant Nou Sardenya el grup va anar creixent fins a constituir-se oficialment a finals del 1996. La penya edita mensualment un butlletí, "La Veu del Caliu".[141] I cada temporada col·labora en el patrocini del Torneig Caliu Gracienc, que des del 2003 marca l'inici de temporada de l'equip femení.[142] La penya té aproximadament 100 socis.[143]
- Torcida Escapulada. Fundada l'any 2002 arran de la fusió de dues penyes anteriors, la Penya Escapulada i la Penya Torcida, i té unes dotzenes de socis.[144] La penya fa referència a la cultura brasilera, tant pels seus símbols (l'escut de la penya inclou la bandera del Brasil i el color de la penya és groc, com l'equip nacional del Brasil) com pel seu nom (torcida és portuguès per afició). Tenen la seva pròpia plana web Arxivat 2017-12-21 a Wayback Machine..
- Penya Cava. Fundada el setembre de l'any 2013, el seu nom complet és Associació Esportiva i Cultural Cavallers Europeistes. Té uns 20 socis.[145]
- Eskapulats. Fundada el desembre de l'any 2013, després d'un partit entre el CE Europa i el Palamós CF. És la grada d'animació popular del CE Europa, situada a la graderia del carrer de Pau Alsina. A banda d'animar al primer equip masculí i al primer equip femení de l'Europa, també participen activament dins del teixit veïnal de la Vila de Gràcia. Aproximadament té uns 100 socis.[146]
- PyonYang Escapulat. Fundada l'any 2016, després d'un partit entre el CE Europa i el San Fernando CD, tot i que el grup va començar a unir-se la temporada 2013-14 per viure l'ambient d'un club de futbol no professional. La referència a Pyongyang és irònic. Aproximadament té uns 10 socis.
- Penya Xupitos. Refundada el 2017, després d'haver set fundat originalment l'any 1994 en un bar a la Plaça de Rovira i Trias. El nom del grup fa referència als xupitos que se solen prendre abans dels partits de l'Europa a casa, al bar de la Chus. La penya té aproximadament 20 membres.
- The Elements. Fundada l'any 2018. El nom del grup fa referència a l'expressió "ser un element" i té 15 socis. La seva seu social és el Cafè A Diari.
- The Old Bastards. Fundada oficialment el 2021 per membres dels Eskapulats amb una edat més alta (entre 30 i 70 anys) que molts altres membres del grup d'animació. El grup té unes dotzenes de membres i la seva seu social és el Cafè A Diari.
- Comelinier. Fundada l'any 2023 per tres aficionats que seuen al Nou Sardenya per sota del Bar de la Chus, a un lloc on poden corregir el linier fàcilment. El nom és un joc de paraules amb Comecocos, el nom castellà de Pac-Man. Comelinier és coneguda com l'única penya que segueix el primer equip masculí del Club a tots els partits a domicili.
- Infiltrats. Fundada l'any 2024.
- La 290 - El Poblet. La primera penya amb una identitat clarament fora de Gràcia (El Poblet també és conegut com territori amb influència europeista), fundada l'any 2024.
- Penya Bescantats. Fundada el 2024 per dos aficionats del Maresme. És la primera penya oficial fora dels límits del terme municipal de Barcelona.[147]
- Grup Europeista Carles Bestit. Fundada el 2025, commemorant l'històric exjugador europeista de la dècada dels 1920 Carles Bestit i Martínez que jugava al club entre 1926 i 1929, essent el màxim golejador de l'equip a la Primera divisió espanyola de 1928-29 i marcant quatre gols en un partit contra el Reial Madrid CF la mateixa temporada.[148]
- Penya Europeista La Renaixença. Fundada el 2025 en homenatge a l'etapa històrica en que va ressorgir la cultura europeista. El nom de la penya fa referència al procés de renaixença social que viu el Club des del 2021.[149]

#### Evolució del nombre de socis
| Temporada | Nombre de socis |
| --------- | --------------- |
| 2020-21   | 495             |
| 2021-22   | 442             |
| 2022-23   | 732             |
| 2023-24   | 1.948           |
| 2024-25   | 2.800           |

### Dimensió social
Els aficionats de l'Europa es coneixen com europeistes o escapulats. Aquesta última denominació es refereix a la indumentària del Club, concretament a l'escapulari blau que s'ha convertit en un dels símbols principals del Club. A més, els seus jugadors es coneixen col·loquialment com graciencs.
El Club té un perfil polític clarament demarcat des de la campanya DIEM NO l'any 2021, en la qual es va declarar formalment antifeixista, antiracista, antihomòfob i antimasclista. A més, l'Europa ha defensat l'ús del català durant tota la seva història i encara es comunica exclusivament en català. El grup d'animació principal del CEE, els Eskapulats, comparteix aquests valors polítics i socials.
En els últims anys, la popularitat de l'Europa ha crescut als mitjans de comunicació nacionals i internacionals pel seu perfil de club de futbol popular dins Barcelona, juntament a la Unió Esportiva Sant Andreu, sobre tot en contrast amb els clubs de futbol professionals de la ciutat, el Futbol Club Barcelona i el Reial Club Deportiu Espanyol de Barcelona. Es presenta a l'Europa com un club de barri, un club amb preus d'entrades relativament baixos, un club que facilita el contacte proper entre jugadors i aficionats i un club del qual els seus socis en són els propietaris. Aquestes característiques van atraure dotzenes de nous socis locals i estrangers al club.
Des de finals dels anys 1910, l'Europa es coneix popularment com el club de futbol representatiu de Gràcia. Abans, es coneixia com un club de futbol del Poblet, perquè va ser en aquest barri que es va fundar i que hi va tenir els seus primers camps. En la dècada dels 2010, el Club va reivindicar els seus orígens al barri de la Sagrada Família, secundat per la seva implicació social en activitats socials al barri i la creació de la penya La 290 - El Poblet. Altres territoris a Barcelona d'influència europeista són el Baix Guinardó, el Camp d'en Grassot, Sant Gervasi, la Salut, Vallcarca i els Penitents i Can Baró. Això es va provar amb una anàlisi de la distribució territorial dels socis de l'Europa fet l'any 2024. En aquell moment, el 83,5% dels socis vivia al Pla de Barcelona i un 40% del total dels socis vivia a Gràcia. A més, el Club compta amb presència de socis a més de cent municipis catalans.

### Grup d'Història Ramon Vergés
El Grup d'Història Ramon Vergés és una associació independent de l'Europa que investiga i documenta la història del Club. El grup va néixer el 26 de novembre de 2017 gràcies a la col·laboració de sis aficionats europeistes apassionats per la història del Club. El nom del grup fa referència a Ramon Vergés i Soler, un historiador, delegat i directiu de l'Europa que també va escriure tres llibres sobre la història del Club.
El Grup d'Història Ramon Vergés investiga, documenta i explica la història europeista de diverses maneres. L'associació fa recerques sobre estadístiques, biografies d'exjugadors, els camps i escuts històrics, cròniques de partits històrics i altres fenòmens històrics en relació amb l'Europa. Després, les investigacions es solen presentar a la seva pàgina web o les seves xarxes socials, tot i que el grup també compta amb una secció al podcast europeista Toc Escapulat. A més, l'associació ha publicat diverses documentals sobre la història de l'Europa, ha impulsat el canvi de nom de la tribuna principal del Nou Sardenya a Tribuna Ramon Vergés i Soler, ha impulsat actes i homenatges a diverses persones i grups importants a la història del Club i conserva un fons documental històric europeista.

### Fundació Privada Esportiva Europa
La Fundació Privada Esportiva Europa és una entitat sense ànim de lucre vinculada al Club Esportiu Europa destinada a la promoció social del Club, erigida oficialment el 10 de setembre del 2003. Té la seu social i oficines en el Camp de l'Àliga (Plaça Alfonso Comín, s/n). El seu actual president és Joan Josep Isern.
Dins la Fundació es promouen diferents activitats relacionades amb l'esport:
- Promoure i donar a conèixer programes d'inserció social
- Concessió de beques esportives per a famílies sense recursos
- Suport amb el nom i material del CE Europa diferents equips esportius de caràcter integrador i desenvolupador de les capacitats personals
- Participació en el manteniment i creixement del futbol base del Club

Part dels equips del futbol base del CE Europa estan inscrits a nom de la Fundació, bàsicament els equips de l'Escola de futbol i les diferents categories de Futbol 7 masculí i femení.

## Filmografia
- 1923: Forjant la història | Documental sobre els 100 anys del Campionat de Catalunya (orig.). Dir: Garreta, Àngel. Prod: CE Europa. Vila de Gràcia, Catalunya- 2023. 43
- Cent anys del CE Europa (orig.). Dir: Balagué, Carles. Prod: CCMA. Vila de Gràcia, Catalunya- 2007. 51
- L'ascens d'una generació · Documental dels 25 anys de l'ascens a Segona B del CE Europa (1993/1994) (orig.). Dir: Garreta, Àngel. Prod: CE Europa. Vila de Gràcia, Catalunya- 2019. 12
- 'Pioners del bàsquet' · Curt documental sobre els 100 anys del primer partit estatal (orig.). Dir: Garreta, Àngel. Prod: CE Europa. Vila de Gràcia- 2022. 14